# Prix Ars Electronica

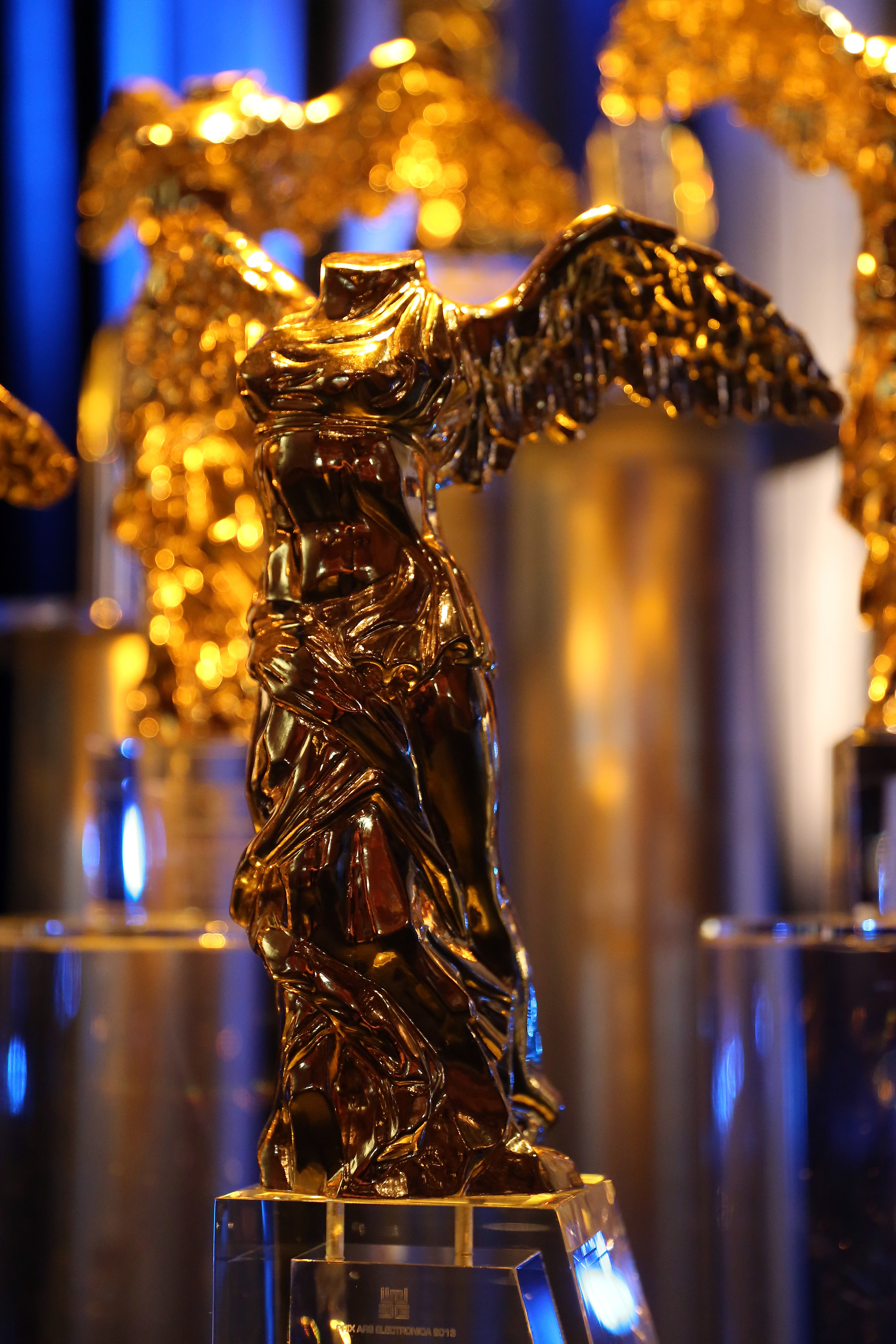
Goldene Nicas der Preisverleihung 2013

Der Prix Ars Electronica (Prix: französisch für „Preis“, Ars: lateinisch für „Kunst“) ist ein Kulturpreis, der seit 1987 im Rahmen des Festivals Ars Electronica für Kunst, Technik und Gesellschaft vom Veranstalter ORF Oberösterreich und dem Land Oberösterreich ausgeschrieben wird. Die Verleihung der „Goldenen Nica“ findet im Brucknerhaus in Linz an der Donau statt. Die Trophäe ist der Nike von Samothrake nachempfunden, einer Statue der antiken griechischen Siegesgöttin Nike.
Das Ziel des Prix Ars Electronica ist zu zeigen, dass der Computer und die digitale Technik längst zu wichtigen Werkzeugen für Künstler und Kreative geworden sind. Computerkunst soll nicht nur in Zusammenhang mit Computerkultur und Netzkultur verstanden werden, sondern in Wechselwirkung mit aktuellen gesellschaftlichen und technologischen Entwicklungen. Damit entstand ein eigenständiger internationaler Wettbewerb für digitale Medien und Linz wurde als bedeutender Hotspot digitaler Kunst positioniert.
Der Prix Ars Electronica ist weltweit einer der bedeutendsten Preise im Bereich der elektronischen Kunst und Kultur. Jede Goldene Nica ist mit einem Preisgeld von 10.000 Euro (bis 2001: 100.000 Schilling) dotiert und damit auch eine der höchstdotierten Auszeichnungen in diesem Bereich.
Das Ars Electronica Festival mit dem Prix Ars Electronica hat zusammen mit dem Ars Electronica Center (AEC) und der Linzer Klangwolke wesentlich zum Wandel des Images der Stadt Linz von einem Industriestandort zu einem Zentrum zeitgenössischer und zukunftsorientierter Kunst beigetragen.

## Preisträger der Goldenen Nicas

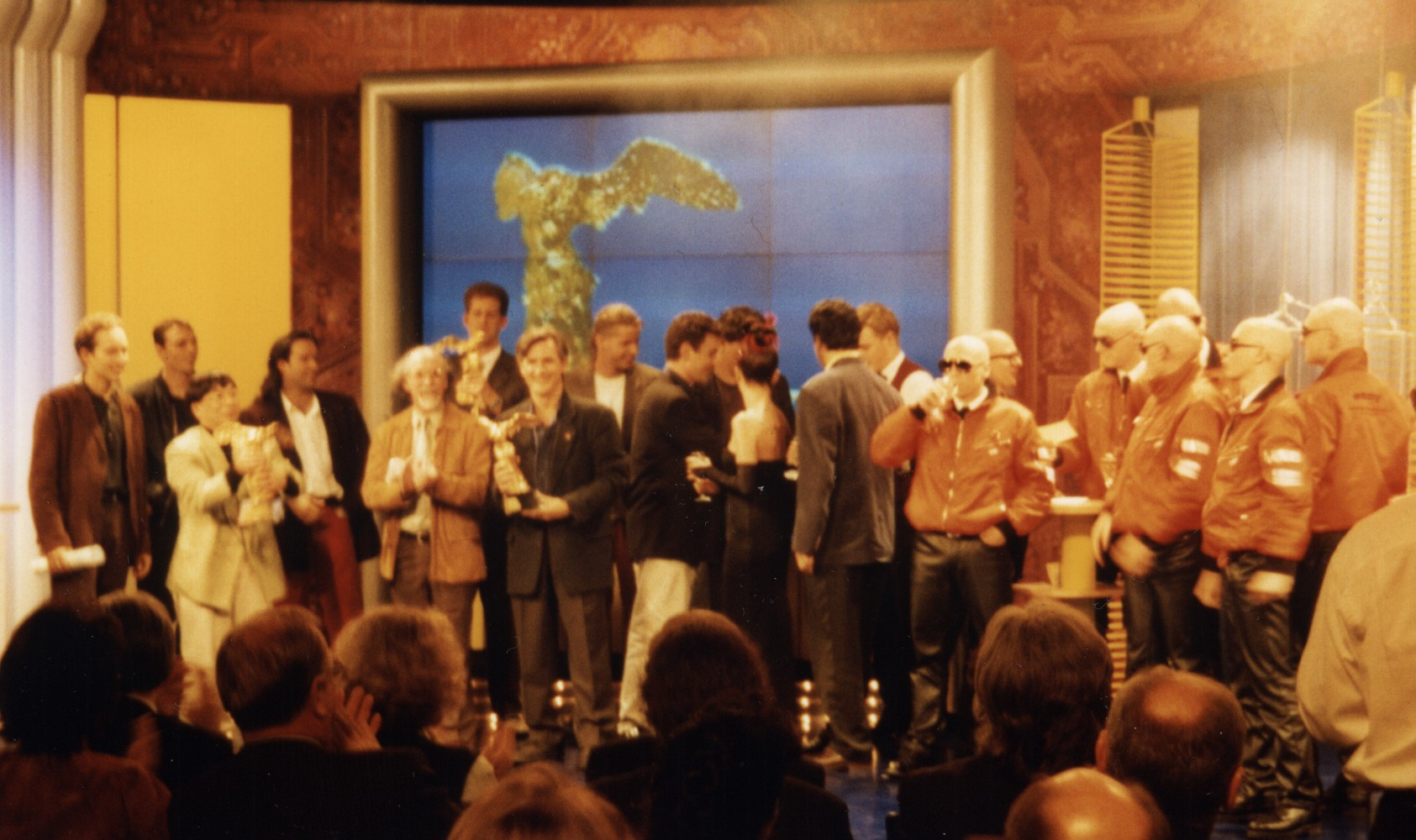
Preisträger 1996
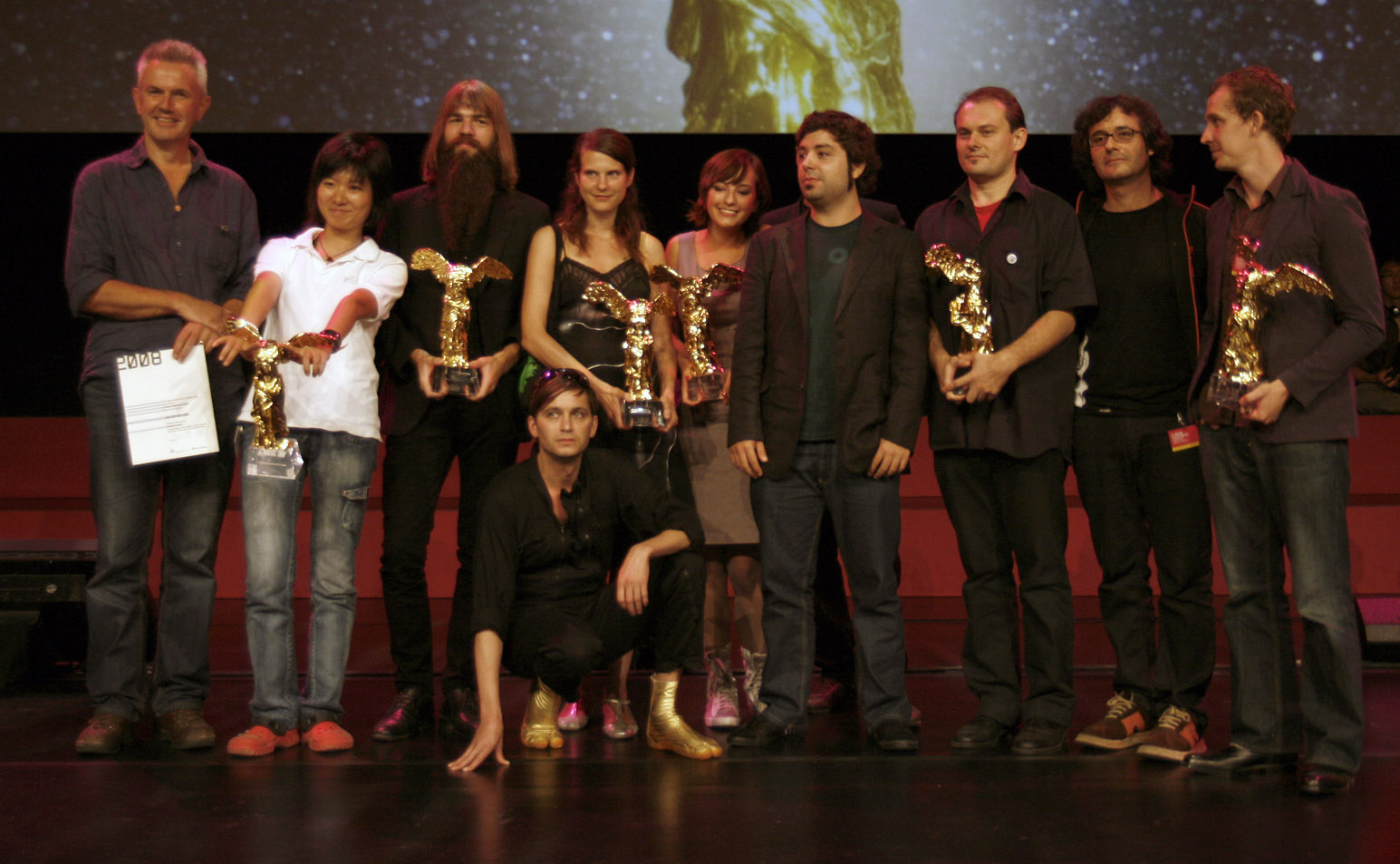
Preisträger 2008
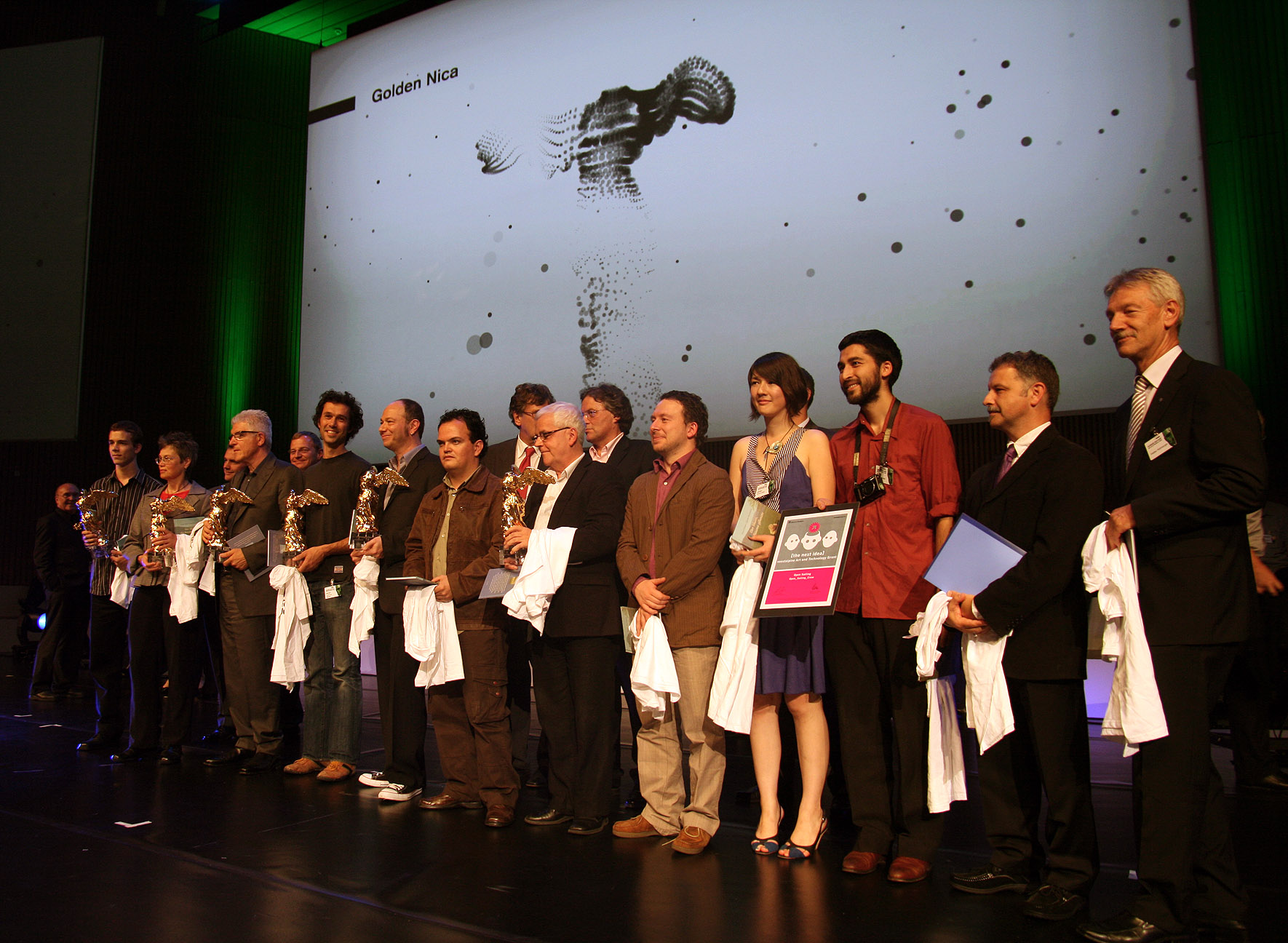
Preisträger 2009
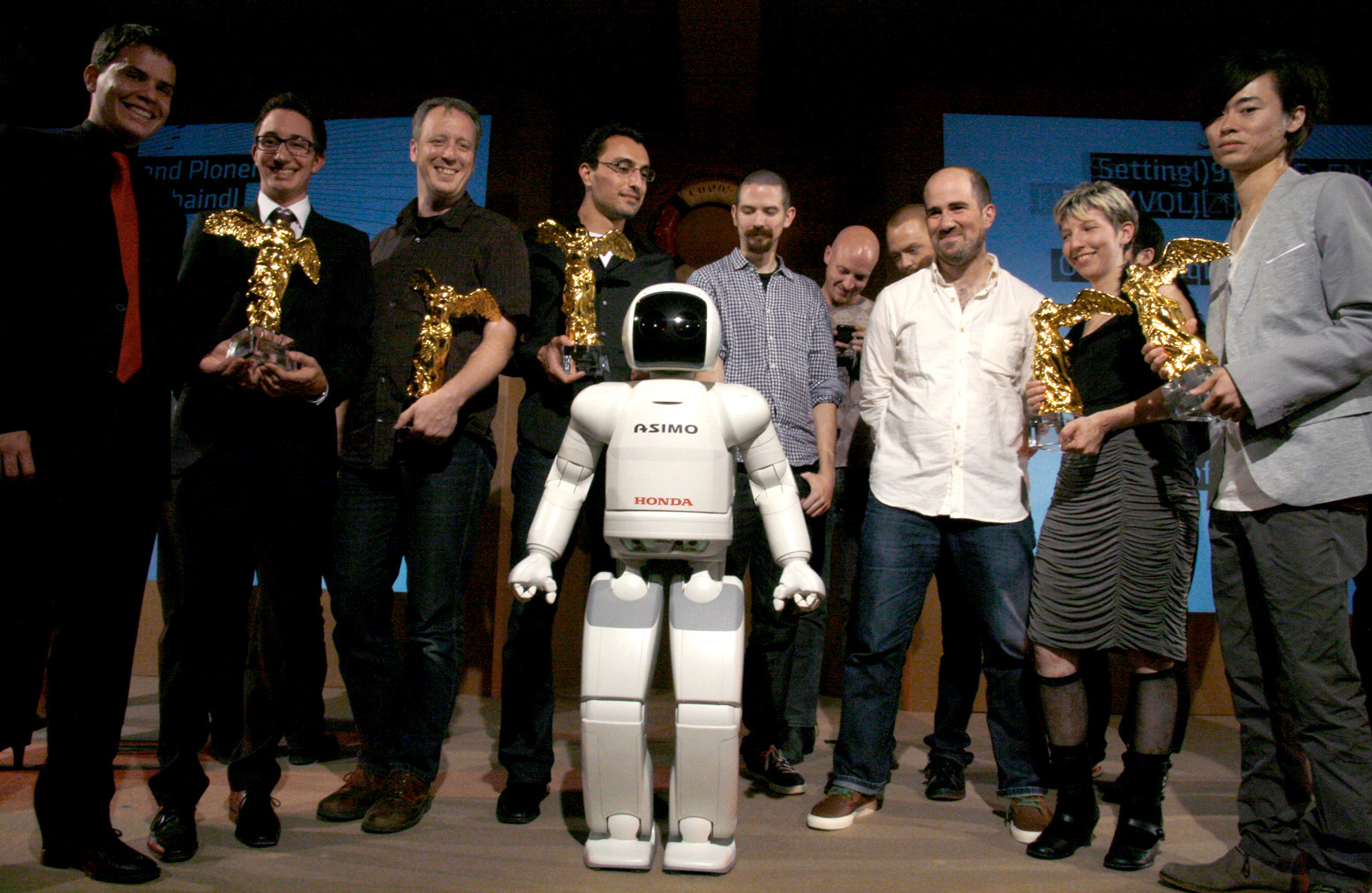
Preisträger 2010 (mit ASIMO)
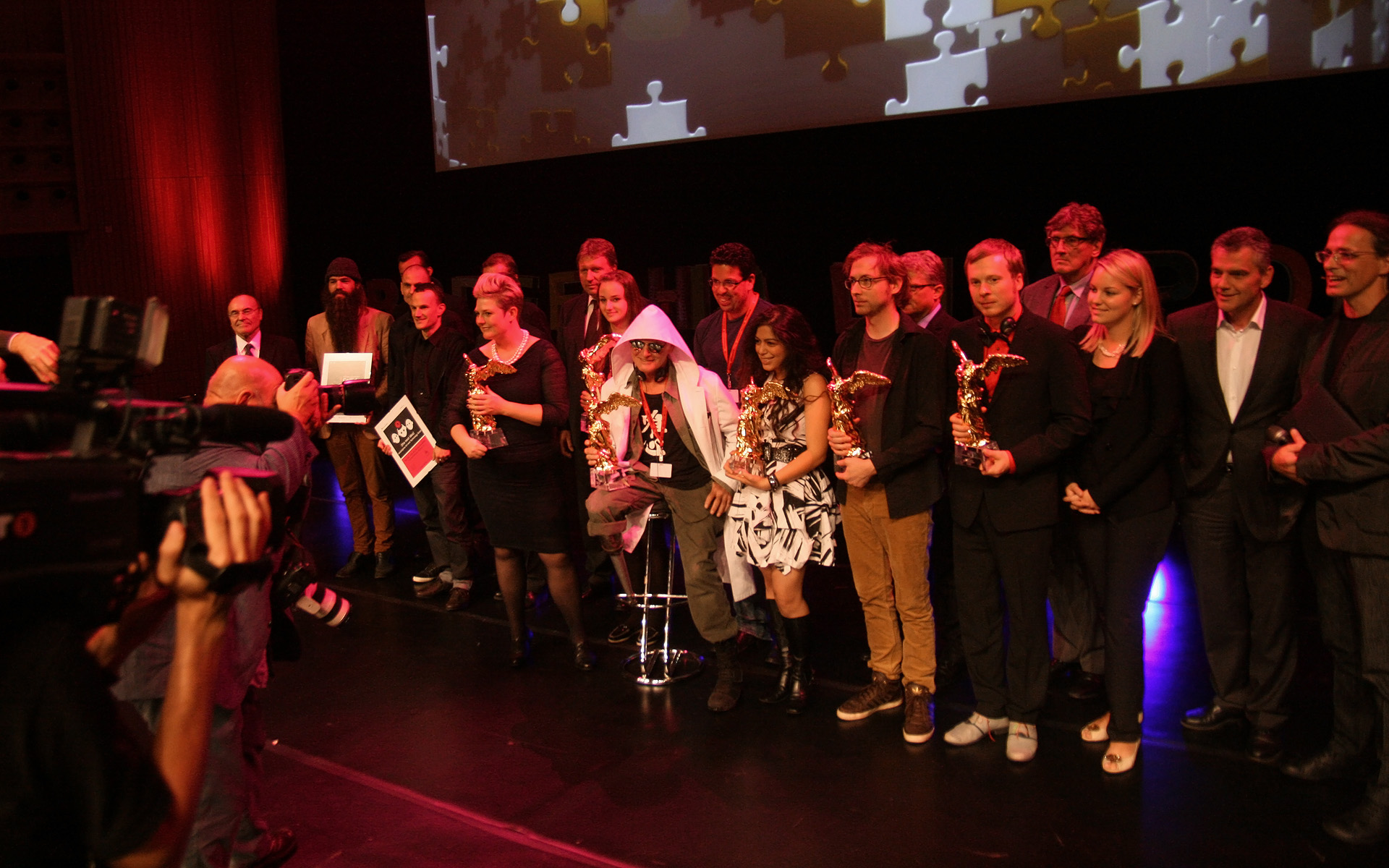
Preisträger 2012
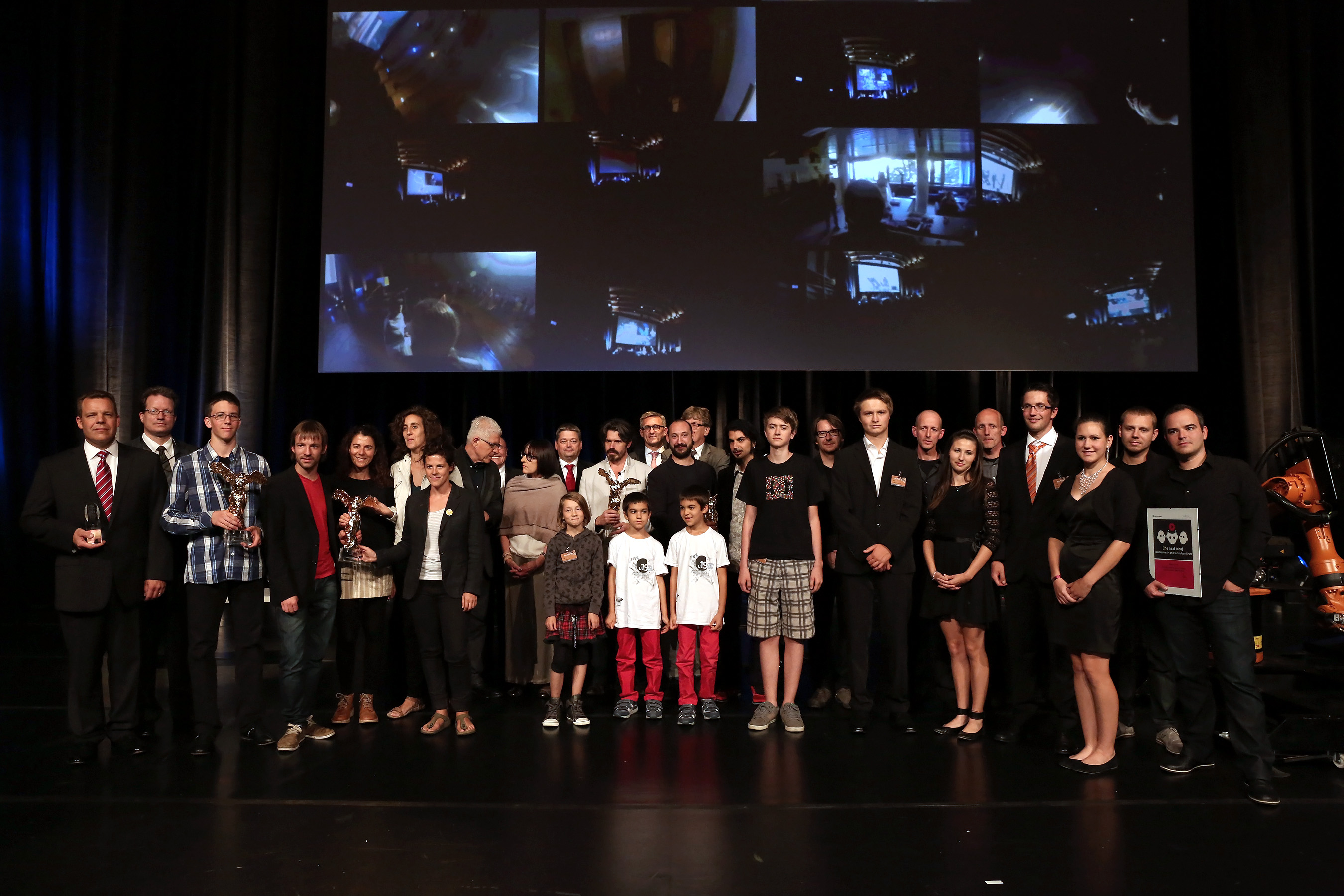
Preisträger 2013

### Interactive Art

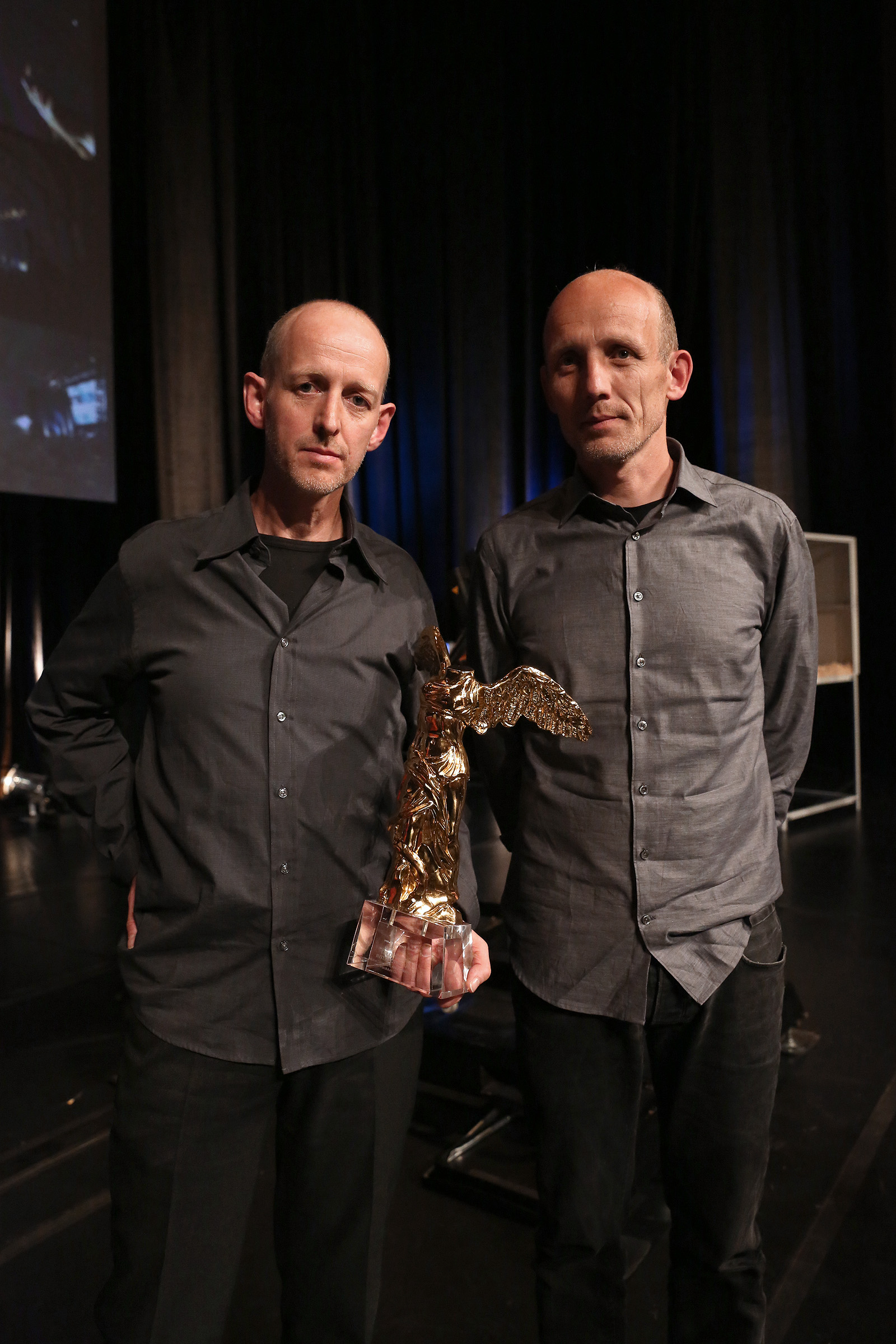
André und Michel Décosterd, Preisträger Interactive Art 2013

Die Preise für diese Kategorie werden seit 1990 vergeben. Diese Kategorie umfasst verschiedenste Arbeiten von Installationen und Performances, typischerweise mit Publikumsbeteiligung, virtueller Realität, Multimedia und Telekommunikation.
- 1990 – Videoplace von Myron Krueger (USA)
- 1991 – Think About the People Now von Paul Sermon (UK)
- 1992 – Home of the Brain von Monika Fleischmann (DE) und Wolfgang Strauss (DE)
- 1993 – Simulationsraum-Mosaik mobiler Datenklänge (smdk) von Knowbotic Research (DE/CH)
- 1994 – A-Volve von Christa Sommerer (AT) und Laurent Mignonneau (FR)
- 1995 – Das Konzept des Hypertext, wird Tim Berners-Lee (UK) zugerechnet
- 1996 – Global Interior Project von Masaki Fujihata (JP)
- 1997 – Music Plays Images X Images Play Music von Ryūichi Sakamoto (JP) und Toshio Iwai (JP)
- 1998 – World Skin von Jean-Baptiste Barrière (FR) und Maurice Benayoun (FR)
- 1999 – Difference Engine #3 von construct und Lynn Hershman (USA)
- 2000 – Vectorial Elevation, Relational Architecture #4 von Rafael Lozano-Hemmer (MX)
- 2001 – polar von Carsten Nicolai (DE) und Marko Peljhan (SI)
- 2002 – n-cha(n)t von David Rokeby (CA)
- 2003 – Can You See Me Now von Blast Theory und Mixed Reality Lab (UK)
- 2004 – Listening Post von Ben Rubin und Mark Hansen (USA)
- 2004 – Sonderpreis für Ah_Q – A Mirror of Death von Feng Mengbo (CN)
- 2005 – */MILKproject vom RIXC - Riga Center for New Media Culture (LV)
- 2005 – Sonderpreis für Strandbeest von Theo Jansen (NL)
- 2006 – The Messenger von Paul DeMarinis (US)
- 2007 – Park View Hotel von Ashok Sukumaran (IN)
- 2008 – Image Fulgurator von Julius von Bismarck (DE)
- 2009 – Nemo Observatorium von Lawrence Malstaf (BE), Courtesy Galerie Fortlaan 17 - Gent (BE)
- 2010 – The EyeWriter von Zach Lieberman (US), James Powderly (US), Tony Quan (US), Evan Roth (US), Chris Sugrue (US) und Theo Watson (UK)
- 2011 – Newstweek von Julian Oliver (NZ) und Danja Vasiliev (RU)
- 2012 – Memopol-2 von Timo Toots (EE)
- 2013 – Pendulum Choir von Michel Décosterd (CH) und André Décosterd (CH)
- 2014 – Loophole for All von Paolo Cirio (IT)
- 2016 – Can you hear me? von Mathias Jud (CH), Christoph Wachter (CH)
- 2018 – The BitSoil Popup Tax & Hack Campaign vom Künstlerinnenduo LarbitsSisters (BE)
- 2020 – Someone von Lauren Lee McCarthy (US)
- 2022 – Bi0film.net von Jung Hsu (TW) und Natalia Rivera (CO)
- 2024 – Nosukaay von Diane Cescutti (FR)

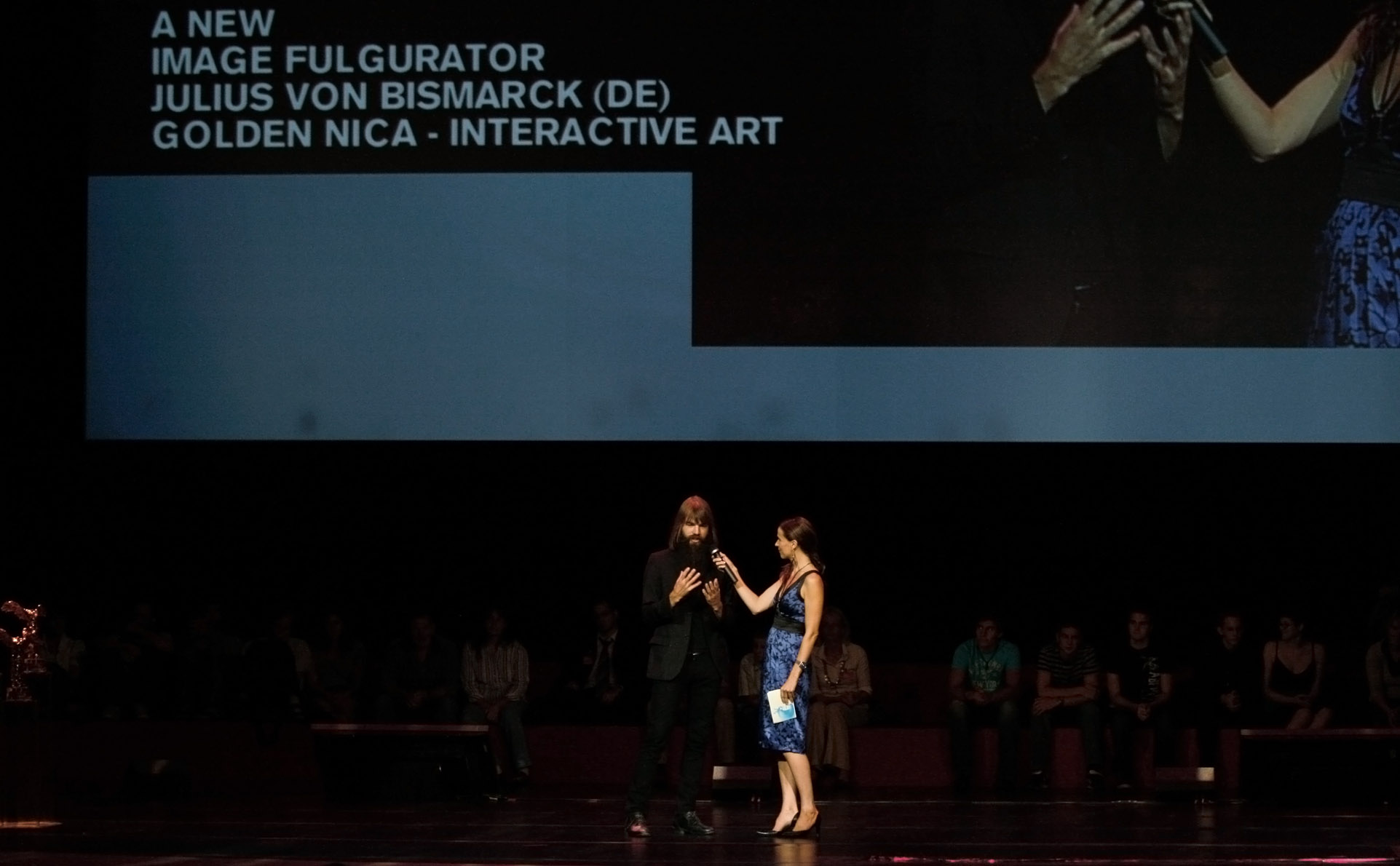
Julius von Bismarck (2008)
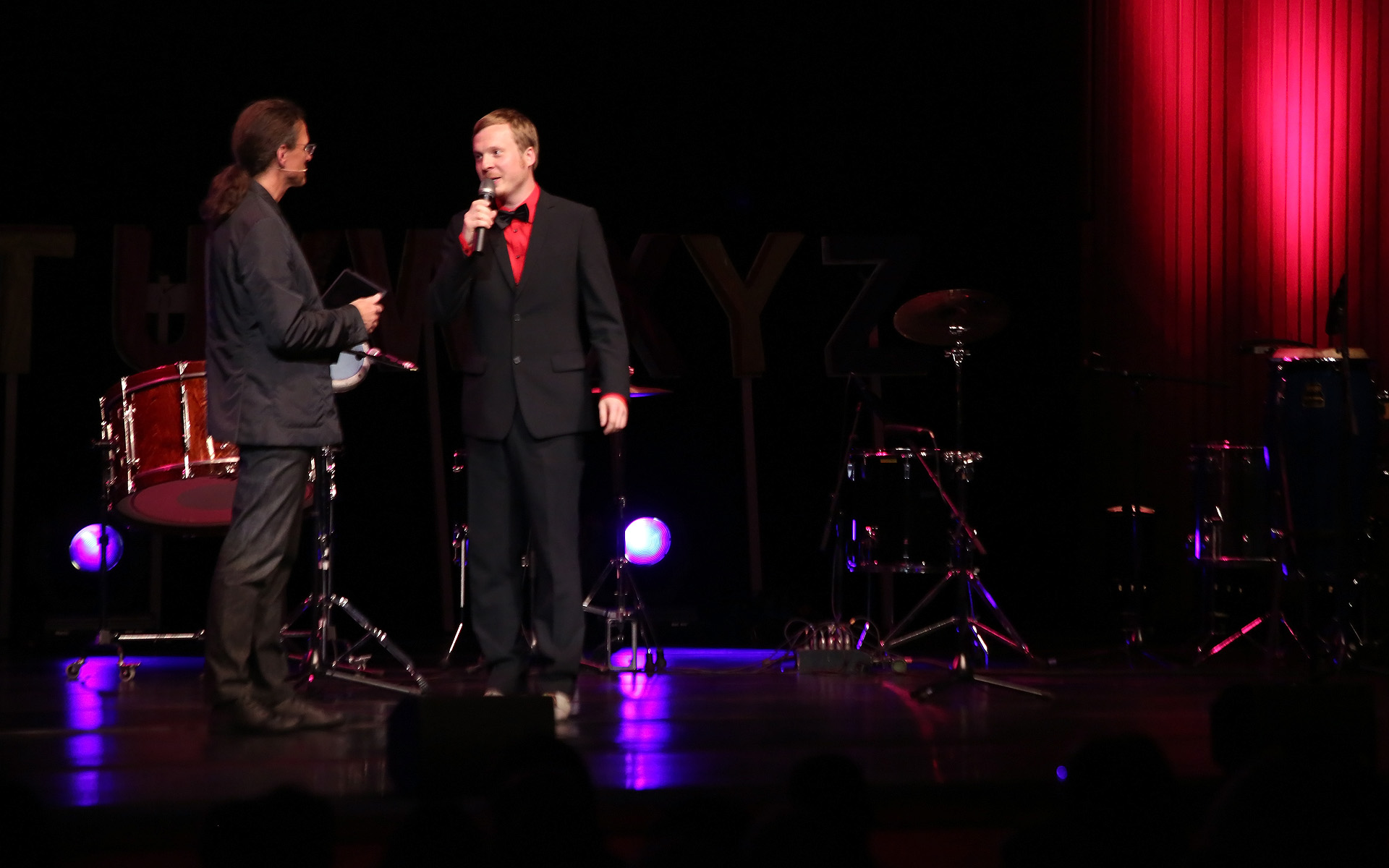
Timo Toots (2012)

### Digital Music & Sound Art

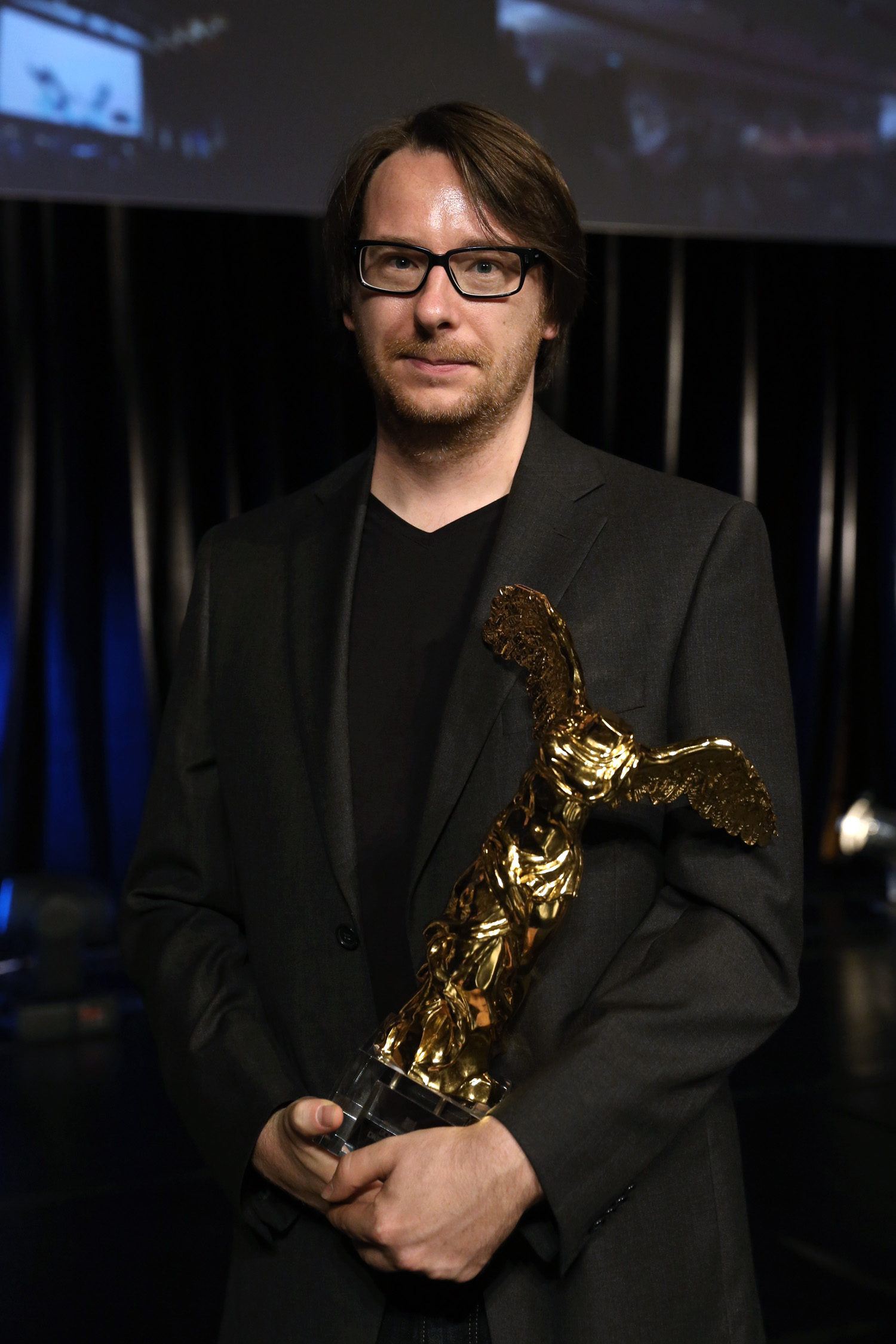
Nicolas Bernier, Preisträger Digital Music & Sound Art 2013

Diese Kategorie ist für alle, die elektronische Musik und Klangkunst durch digitale Werkzeuge machen. Von 1987 bis 1998 wurde diese Kategorie Computer Music genannt. 1987 wurden zwei Ehren-Nicas vergeben. 1990 wurde keine Goldene Nica vergeben und 1991 fehlte die Kategorie gänzlich. 2012 wurde der Titel um den Zusatz Sound Art erweitert, um das inhaltliche Spektrum besser wiederzugeben.
- 1987 – Peter Gabriel (GB) und Jean-Claude Risset (FR)
- 1988 – Clarinet Threads von Denis Smalley
- 1989 – Kaija Saariaho
- 1992 – Alejandro Viñao
- 1993 – Bernard Parmegiani
- 1994 – Ludger Brümmer
- 1995 – Trevor Wishart
- 1996 – Robert Normandeau
- 1997 – Matt Heckert
- 1998 – Peter Bosch (Künstler) und Simone Simons (1961) (gemeinsame Auszeichnung) für Krachtgever[2], Hans Tutschku für Extrémités lointaines[3]
- 1999 – Aphex Twin (Richard D. James) und Chris Cunningham (gemeinsame Auszeichnung)
- 2000 – Carsten Nicolai für Raster-Noton
- 2001 – Ryoji Ikeda
- 2002 – Yasunao Tone
- 2003 – Ami Yoshida, Sachiko M. und Utah Kawasaki (gemeinsame Auszeichnung)
- 2004 – Banlieue du Vide von Thomas Köner (DE)
- 2005 – TEO! a sonic sculpture von Maryanne Amacher (USA)
- 2006 – L’île re-sonante von Éliane Radigue (FR)
- 2007 – Reverse Simulation Music von Masahiro Miwa (JP)
- 2008 – Reactable von Sergi Jordà (ES), Martin Kaltenbrunner (AT), Günter Geiger (AT) und Marcos Alonso (ES)
- 2009 – Speeds of Time versions 1 and 2 von Bill Fontana (US)
- 2010 – rheo: 5 horizons von Ryoichi Kurokawa (JP)
- 2011 – Energy Field von Jana Winderen (NO)
- 2012 – Crystal Sounds of a Synchrotron von Jo Thomas (UK)
- 2013 – frequencies (a) von Nicolas Bernier (CA)
- 2015 – Chijikinkutsu von Nelo Akamatsu (JP)
- 2017 – Not Your World Music: Noise In South East Asia von Dimitri della Faille (BE/CA) und Cedrik Fermont (CD/BE/DE)
- 2019 – TORSO von Peter Kutin (AT)
- 2021 – Convergence von Alexander Schubert (DE)
- 2023 – A Tale of Two Seeds: Sound and Silence in Latin America ’s Andean Plains von Atractor Estudio + Semantica Productions (INT).

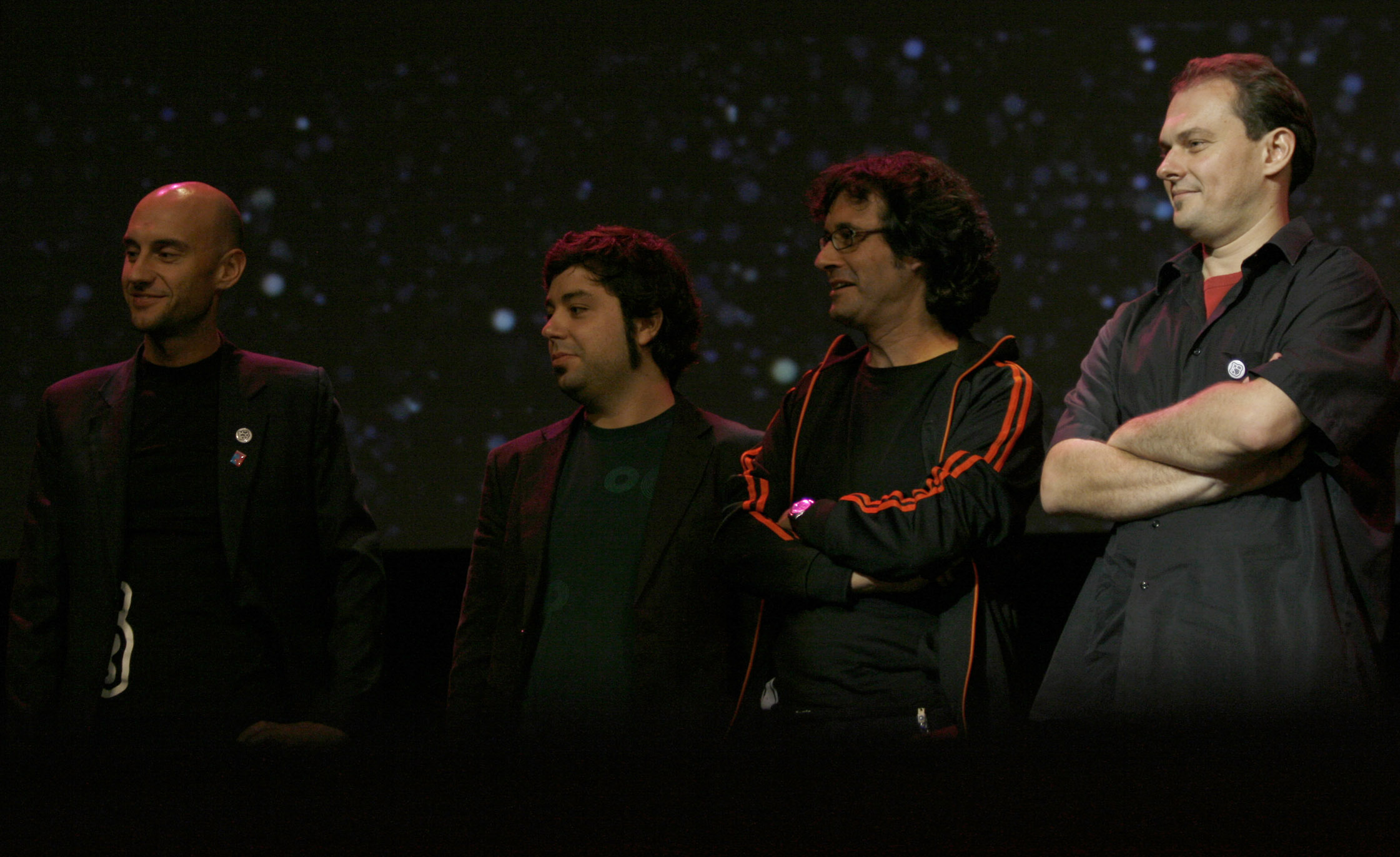
Das reactable-Team (2008)
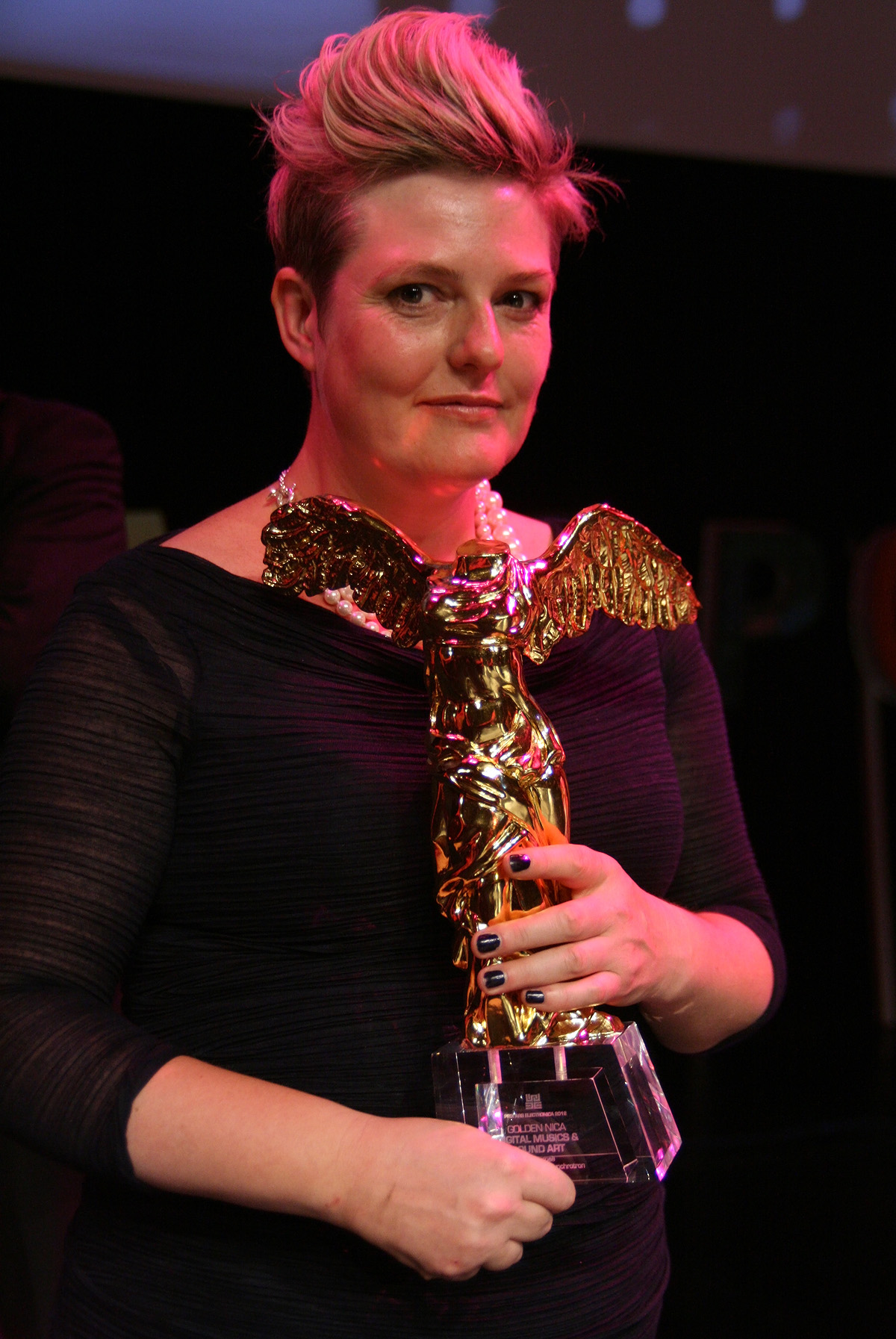
Jo Thomas (2012)

### Internetkategorien
In den Kategorien World Wide Web (1995–1996) und .net (1997–2000) wurden interessante webbasierte Projekte ausgezeichnet. Die Kriterien sind dabei webspezifische, gemeinschaftsorientierte Identität und Interaktivität. Im Jahr 2001 wurde die Kategorie weiter gefasst und unter dem Namen Net Vision/Net Excellence als Auszeichnung für Innovationen im Bereich Onlinemedien festgelegt.
- World Wide Web
  - 1995 – Idea Futures von Robin Hanson
  - 1996 – The Hijack project von etoy

- .net
  - 1997 – Sensorium von Taos Project
  - 1998 – IO_Dencies Questioning Urbanity von Knowbotic Research
  - 1999 – Linux von Linus Torvalds
  - 2000 – In the Beginning… was the Command Line (excerpts) von Neal Stephenson

- NetVision/Net Excellence
  - 2001 – Banja von Team cHmAn und PrayStation von Joshua Davis
  - 2002 – Carnivore von Radical Software Group und They Rule von Josh On und Futurefarmers
  - 2003 – Habbo Hotel von Sulake und Noderunner von Yury Gitman und Carlos J. Gomez de Llarena
  - 2004 – Creative Commons (USA)
  - 2005 – Processing von Benjamin Fry und Casey Reas (USA/CA)
  - 2006 – The Road Movie von exonemo (JP)

### Computergrafik
Diese Kategorie wurde von 1987 bis 1994 vergeben und war offen für Computergrafiken aus verschiedenen Bereichen – Kunst, Kultur, Wissenschaft und Forschung. Eingereicht werden konnten computergenerierte Grafiken, die durch die individuelle Programmierung von Computern oder den kreativen Gebrauch erhältlicher Computerprogramme geschaffen wurden.
- 1987 – Figur 10 von Brian Reffin Smith (GB)
- 1988 – The Battle von David Sherwin (USA)
- 1989 – Gramophone von Tamás Waliczky (H)
- 1990 – P-411-A von Manfred Mohr (D)
- 1991 – Having encountered Eve for the second time, Adam begins to speak von Bill Woodard (USA)
- 1992 – RD Texture Buttons von Michael Kass (USA) und Andrew Witkin (USA)
- 1993 – Founders Series von Michael Tolson (USA)
- 1994 – Jellylife/Jellycycle/Jelly Locomotion von Michael Joaquin Grey (USA)

### Digital Communities

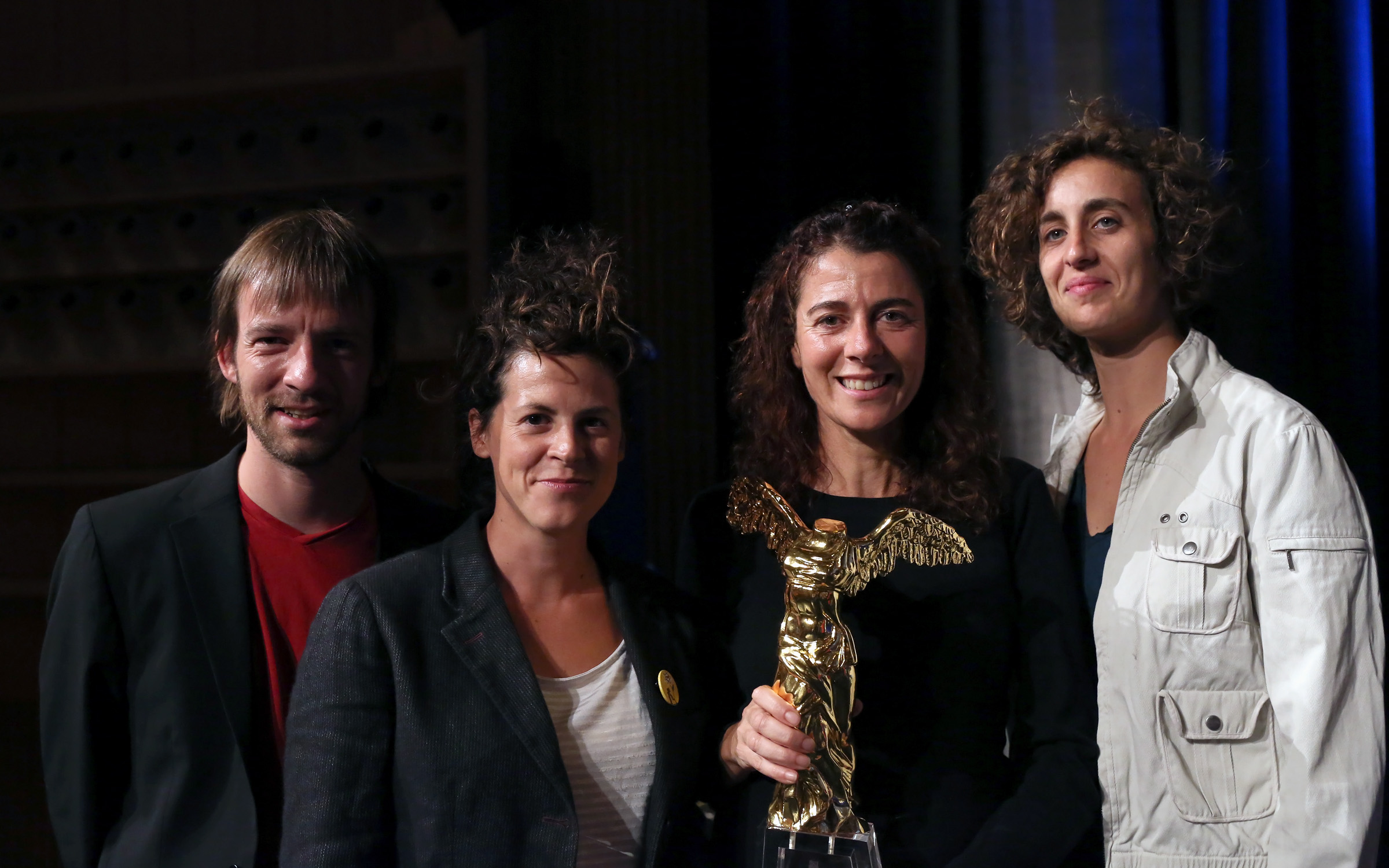
El Campo de Cebada, Preisträger Digital Communities 2013

Diese Kategorie wurde 2004, zum 25-jährigen Jubiläum des Festivals, eingeführt. Die erste Verleihung fand in New York statt, um die internationale Ausrichtung des Prix Ars Electronica zu unterstreichen. Eine der beiden Statuen wurde damals an Wikipedia vergeben. Als Hauptsponsor der Kategorie ist die SAP AG beteiligt.
- 2004 – Auf einer separaten Gala in New York, zwei Monate vor der Hauptfeier in Linz, wurden in dieser Kategorie zwei Goldene Nicas verliehen: an Wikipedia (USA) und The world starts with me! (NL/UG).
- 2005 – Akshaya (IN)
- 2006 – canal*ACCESSIBLE (ES)
- 2007 – Overmundo (BR)
- 2008 – 1kg more (CN); Honorary Mention für readme.cc
- 2009 – HiperBarrio, repräsentiert von Gabriel J. Vanegas, Álvaro R. Ospina und Diego Gomez (CO)
- 2010 – Chaos Computer Club (DE)
- 2011 – Fundación Ciudadano Inteligente (ES)
- 2012 – Syrian people know their way
- 2013 – El Campo de Cebada (ES)
- 2014 – Project Fumbaro Eastern Japan (JP)
- 2016 – P2P Foundation
- 2018 – Bellingcat
- 2020 – Be Water by Hong Kongers
- 2022 – Avatar Robot Cafe DAWN ver.β

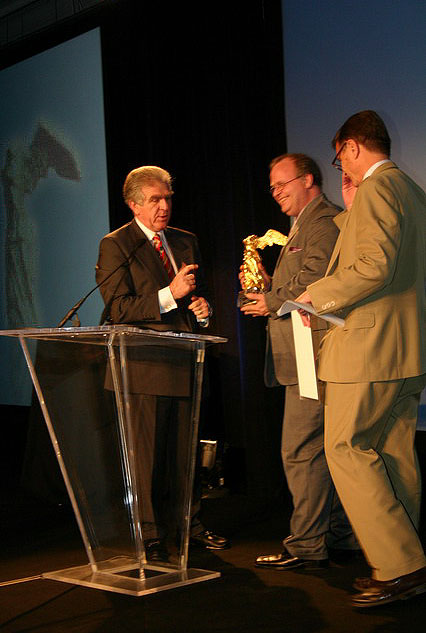
Danny Wool, Repräsentant von Wikipedia (2004)
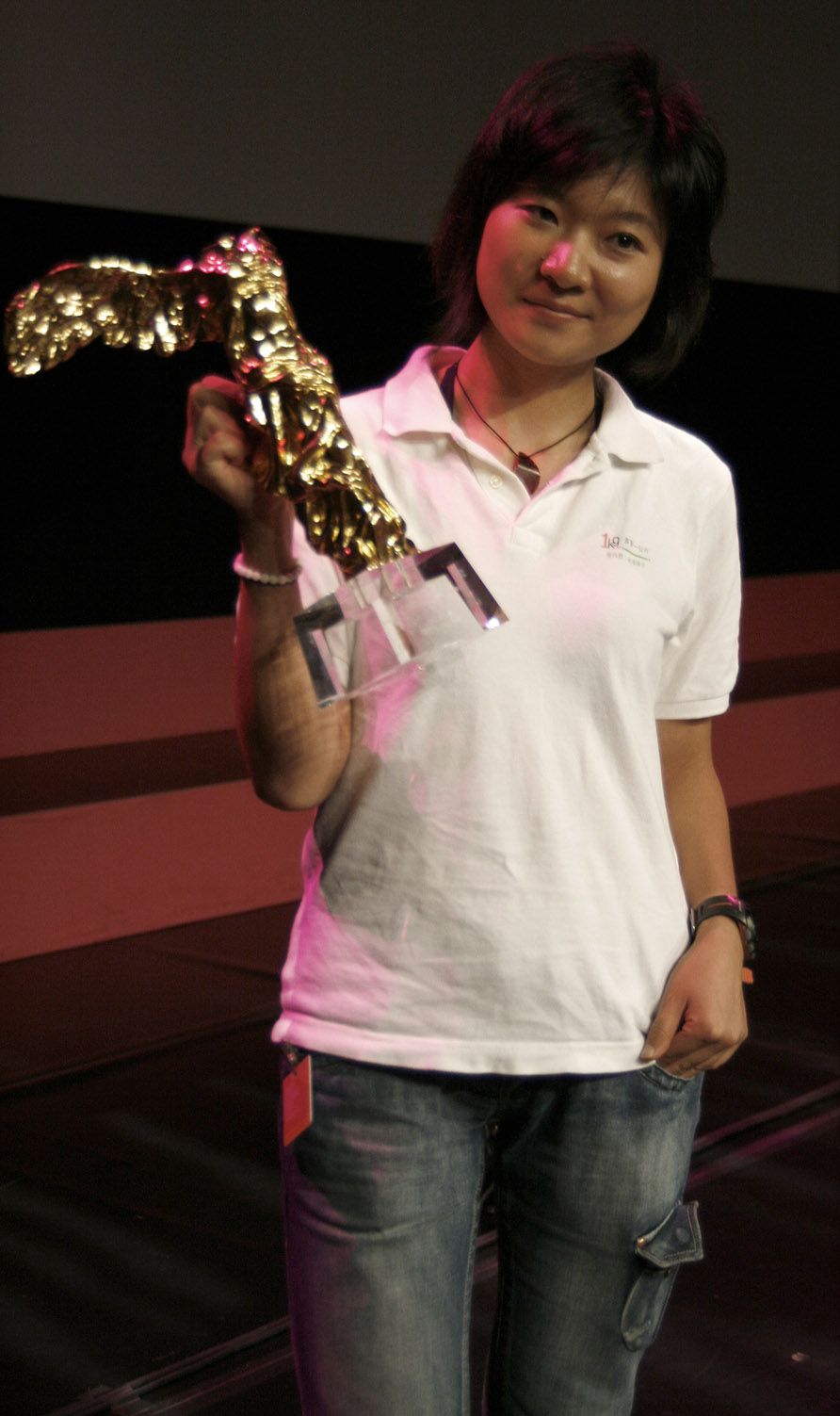
Iris Wu, Repräsentantin des Projekts 1kg more/1kg.org (2008)
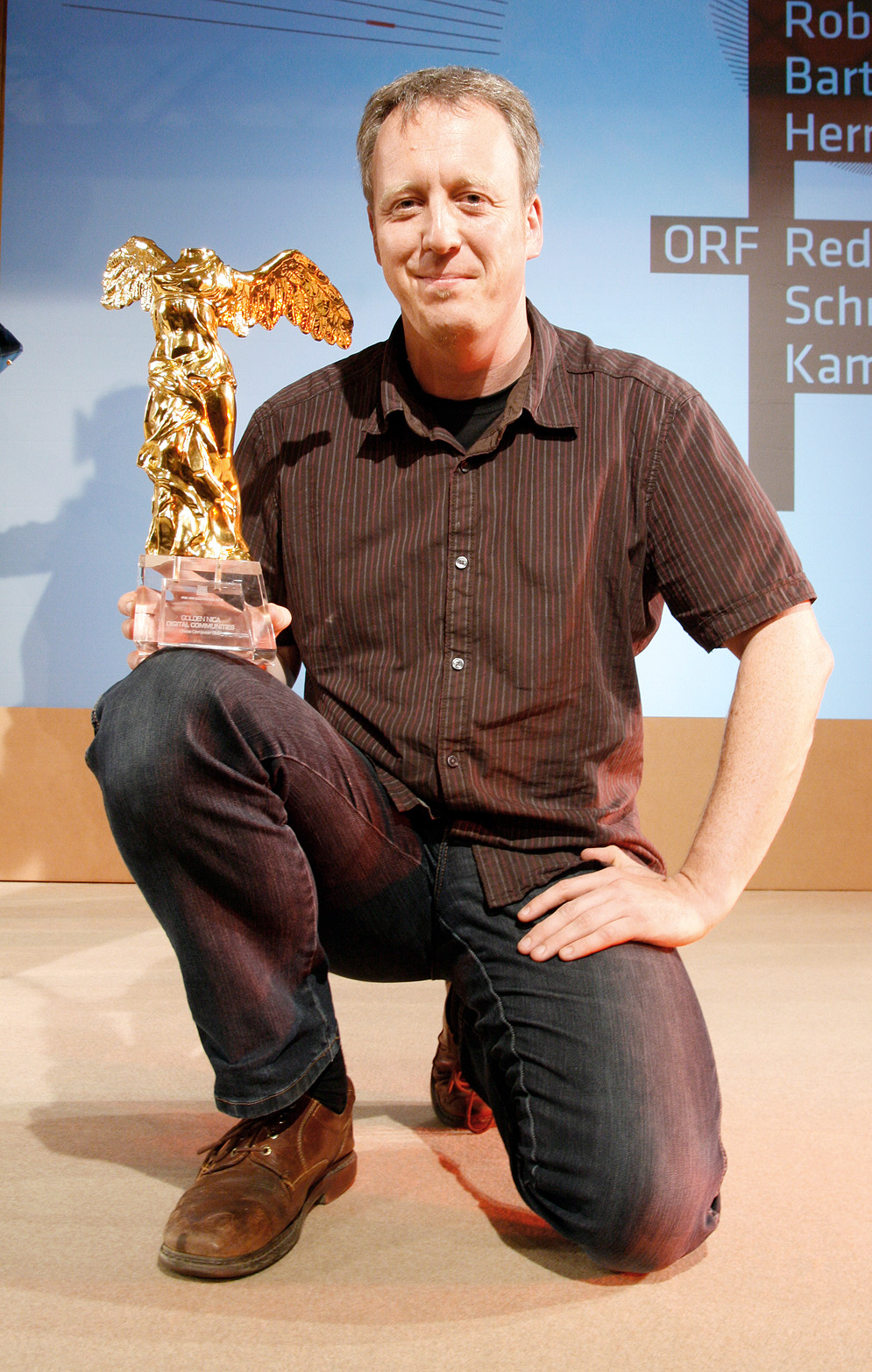
Tim Pritlove, Repräsentant des Chaos Computer Club (2010)
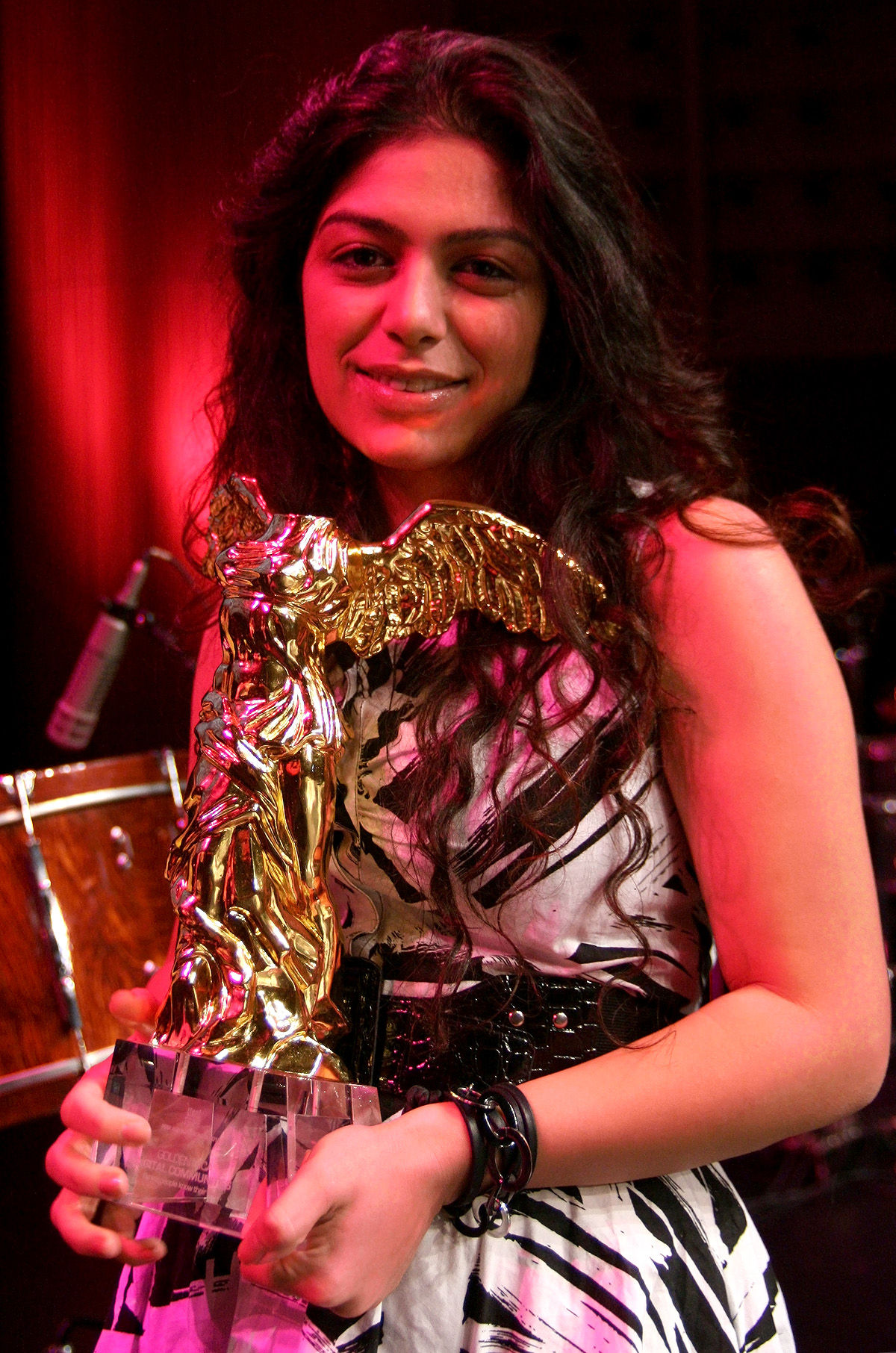
Sherien Al-Hayek, Repräsentantin des Projekts Syrian People Know Their Way (2012)

### Computer Animation / Film / Visual Effects

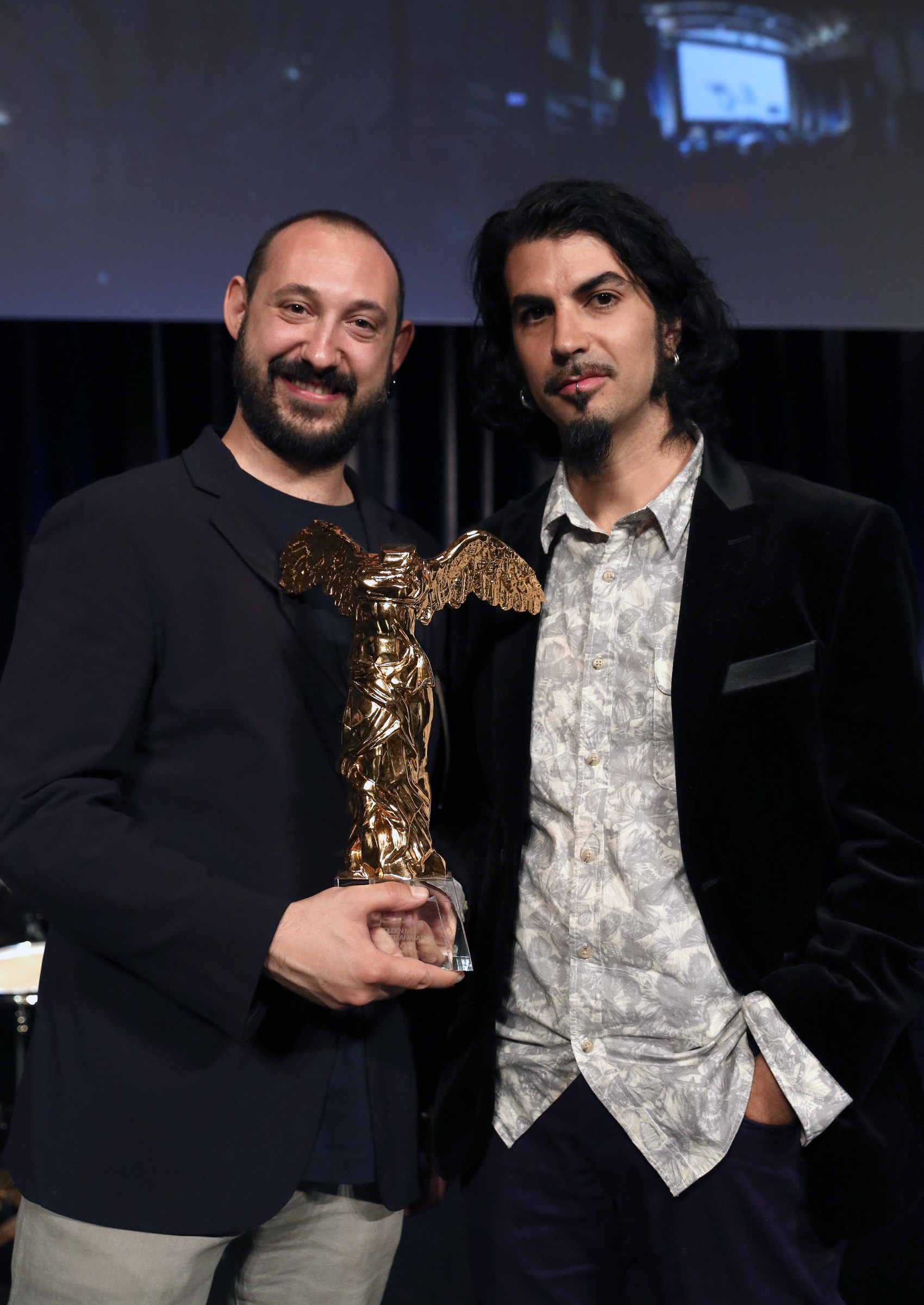
Memo Akten und Quayola, Preisträger Computer Animation/Film/VFX 2013

Die Kategorie Computer Animation wurde von 1987 bis 1997 vergeben und 1998 auf Computer Animation/Visual Effects umbenannt. Sie ist offen für Computeranimationen aus verschiedenen Bereichen – Kunst, Kultur, Wissenschaft und Unterhaltung. Eingereicht werden können computergenerierte Filme, die durch die individuelle Programmierung von Computern oder den kreativen Gebrauch erhältlicher Computerprogramme geschaffen wurden. Eine digitale Integration von oder Kombination mit auf traditionelle Weise hergestelltem Filmmaterial ist erlaubt.
- 1987 – Luxo Jr. von John Lasseter (USA)
- 1988 – Red’s Dream von John Lasseter (USA)
- 1989 – Broken Heart von Joan Staveley (USA)
- 1990 – Footprint von Mario Sasso (I) und Nicola Sani (I)
- 2006 – 458nm von Ilija Brunck, Jan Bitzer & Tom Weber (D)
- 2008 – Madame Tutli-Putli von Chris Lavis, Maciek Szczerbowski und Jason Walker (CA)
- 2009 – HA'Aki von Iriz Pääbo (SE/CA) / National Filmboard of Canada
- 2010 – Nuit Blanche von Arev Manoukian (CA)
- 2011 – Metachaos von Alessandro Bavari (IT)
- 2012 – Rear Window Loop von Jeff Desom (L)
- 2013 – Forms von Memo Akten (TR) und Davide Quagliola (IT)
- 2014 – Walking City von Universal Everything (UK)
- 2015 – Temps Mort / Idle Times von Alex Verhaest (BE)
- 2016 – Rhizome von Boris Labbé (FR)
- 2017 – Everything von David OReilly (IE)
- 2018 – TROPICS von Mathilde Lavenne (FR)
- 2019 – ManicVR von Kalina Bertin (CA), Sandra Rodriguez (CA), Nicolas S. Roy (CA), Fred Casia (CA)
- 2020 – Infinitely Yours von Miwa Matreyek (US)
- 2021 – When the Sea Sends Forth a Forest von Guangli LIU (CN)
- 2022 – Being von Rashaad Newsome (US)
- 2023 – Delivery Dancer's Sphere von Ayoung Kim (KR)
- 2024 – Smoke and Mirrors von Beatie Wolfe (GB)

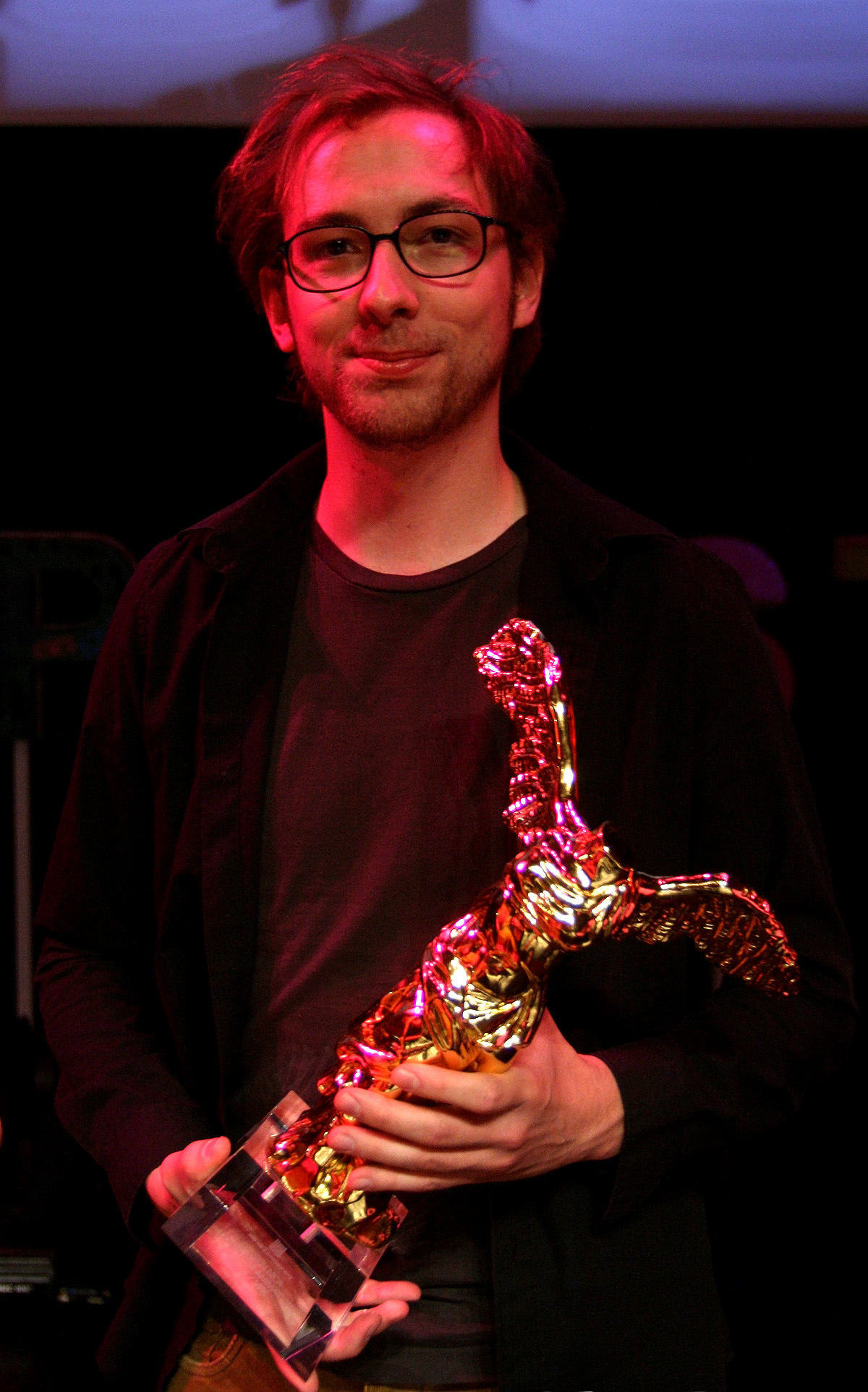
Jeff Desom (2012)

### Hybrid Art

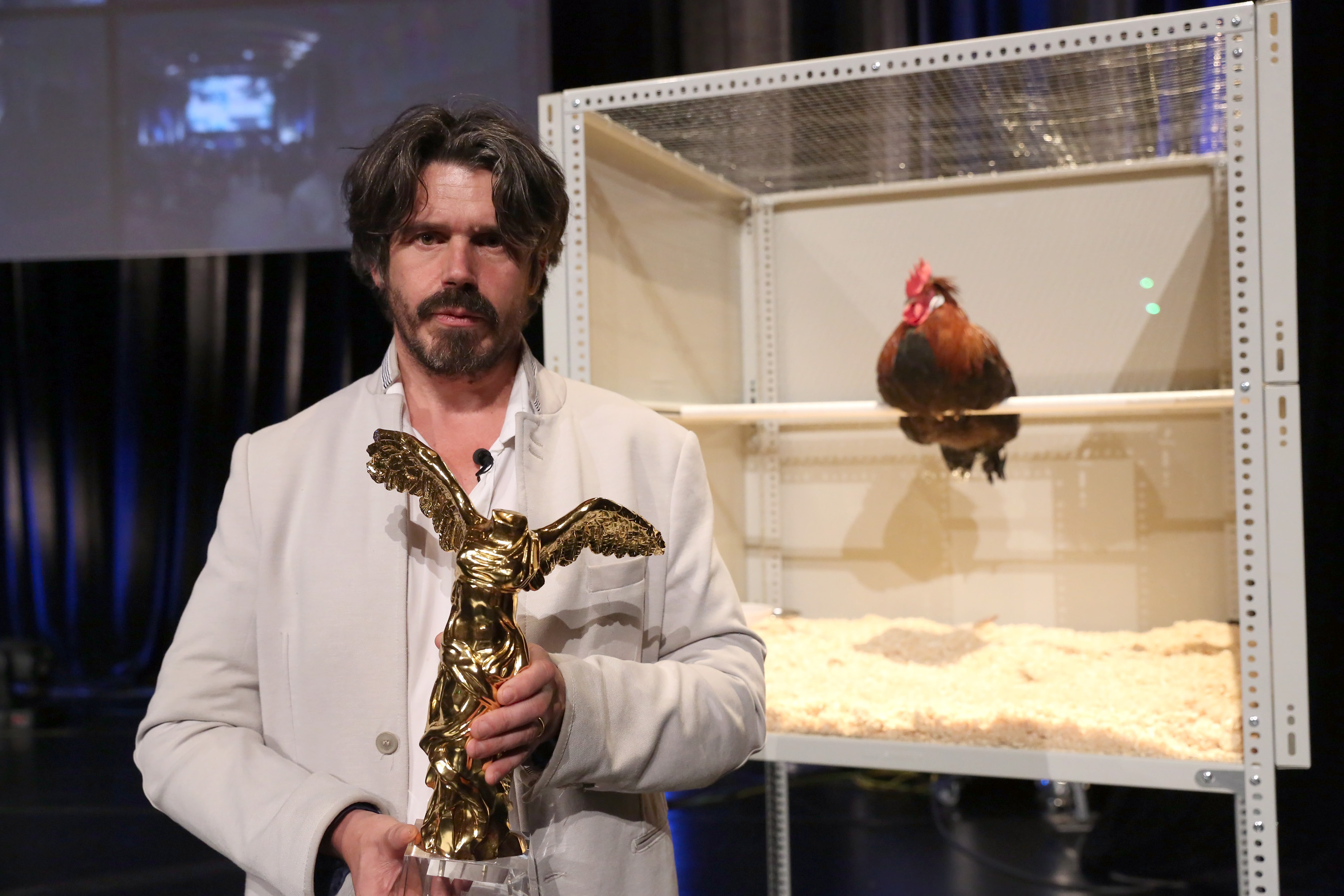
Koen Vanmechelen, Preisträger Hybrid Art 2013

Preise in dieser Kategorie wurden zum ersten Mal 2007 vergeben. Eingereicht werden können Arbeiten, welche sich speziell durch die Verbindung von verschiedenen Medien und Genres auszeichnen.
- 2007 – SymbioticA vom Art and Science Collaborative Research Laboratory der University of Western Australia
- 2008 – Pollstream – Nuage Vert von HEHE: Helen Evans (FR/UK), Heiko Hansen (FR/DE)
- 2009 – Natural History of the Enigma von Eduardo Kac (US)
- 2010 – Ear on Arm von Stelarc (AU)
- 2011 – May the Horse Live in me von Art Orienté Objet (FR)
- 2012 – bacterial radio von Joe Davis (US)
- 2013 – The Cosmopolitan Chicken Project von Koen Vanmechelen (BE)
- 2015 – Plantas Autofotosintéticas von Gilberto Esparza (MX)
- 2017 – K-9_topology von Maja Smrekar (SI)

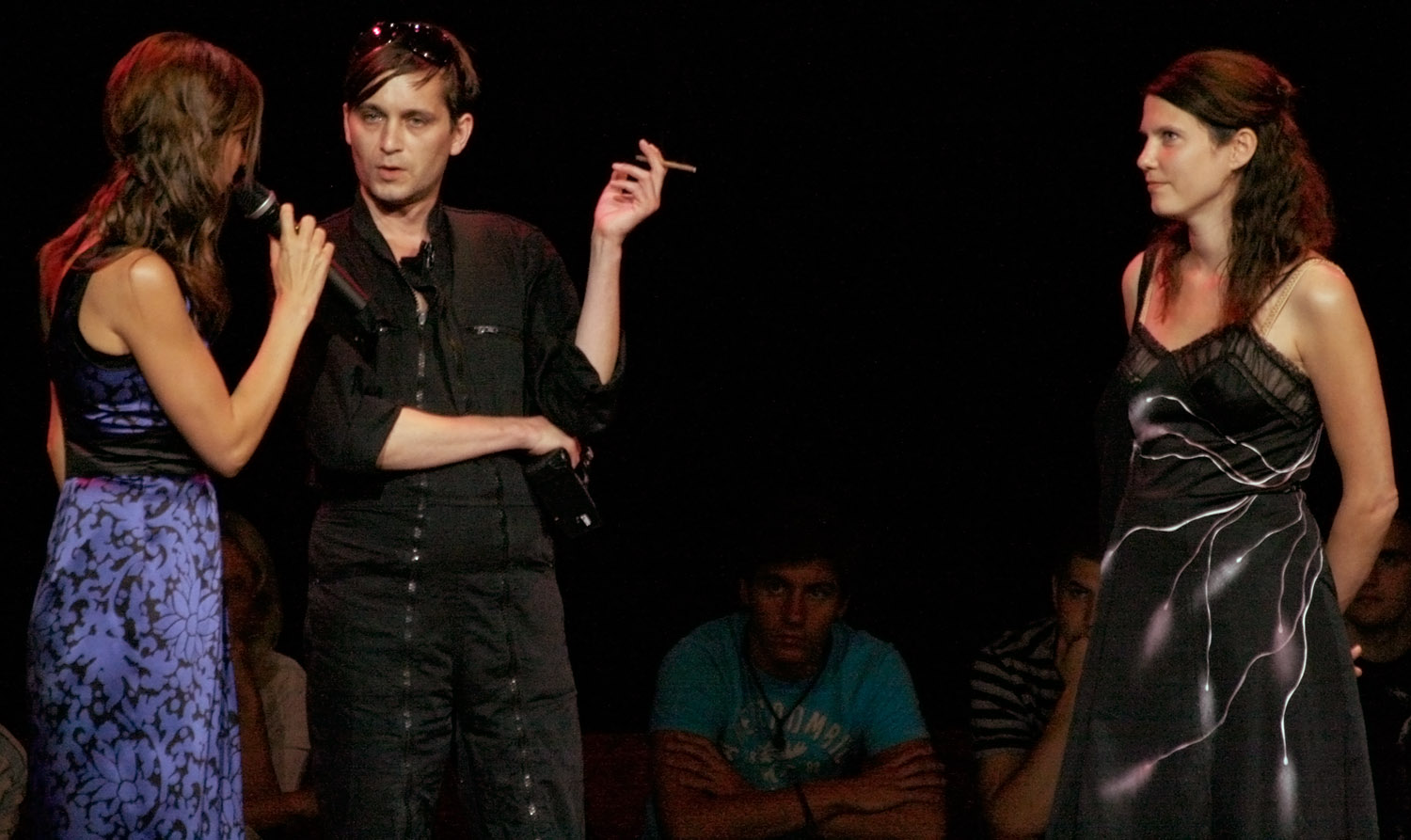
HEHE - Helen Evans, Heiko Hansen (2008)
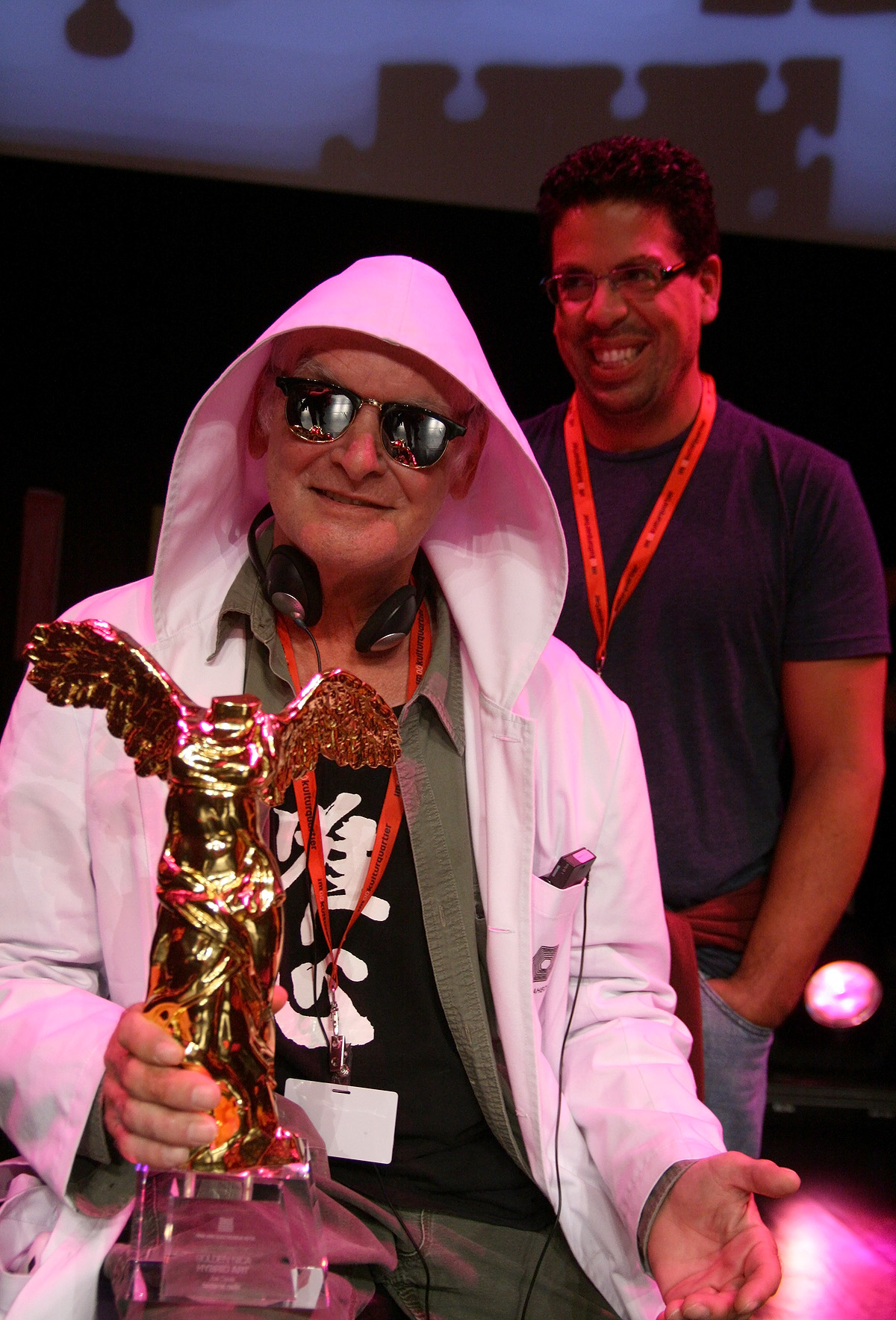
Joe Davis (2012)

### Artificial Life & Intelligence
In dieser Kategorie werden seit 2019 Werke ausgezeichnet, die sich mit künstlichem Leben und künstlicher Intelligenz (AI) beschäftigen.
- 2019 – Labor von Paul Vanouse (US)
- 2021 – Cloud Studies von Forensic Architecture (FA)
- 2023 – Unerasable Characters Series von Winnie Soon (HK/UK)
- 2024 – Washed Out “The Hardest Part” von Paul Trillo (US)

### U19 – freestyle computing

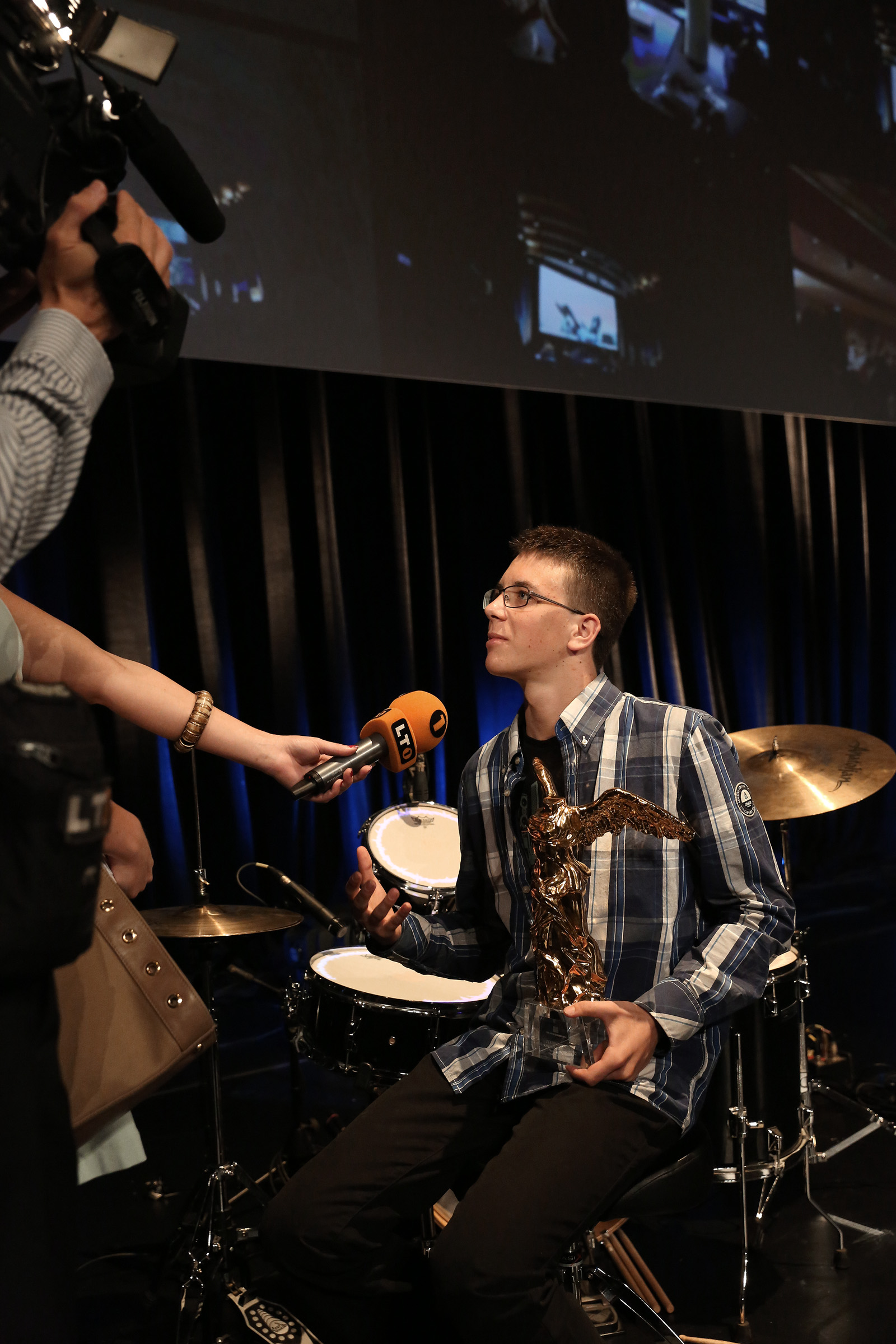
Dominik Koller, Preisträger u19 – freestyle computing 2013

In dieser 1998 geschaffenen Kategorie werden Arbeiten von Kindern und Jugendlichen mit österreichischem Wohnsitz ausgezeichnet.
- 1998 – TITANIC – the film von Michael Mossburger, Florian Nehonsky und Valerian Wurzer
- 1999 – (conspirat.) von Raimund Schumacher und Jürgen Oman
- 2000 – Harvey von Verena Riedl und Michaela Hermann
- 2001 – JIND von Markus Triska
- 2002 – TI-92 von Karola Hummer
- 2003 – Rubberduck von Georg Sochurek
- 2004 – GPS:Tron von Thomas Winkler
- 2005 – Rennacs Studies von Markus Sucher
- 2006 – Abenteuer Arbeitsweg von Ehrentraud Hager, Alexander Niederklapfer, David Wurm, Magdalena Wurm | Krmpf Krmpf Studios
- 2007 – VoIP-Wiki von Daniel Robinig, Manuel Salzmann und Matthäus Spindelböck (HTL Mössingerstraße)
- 2008 – Homesick von Nana Susanne Thurner
- 2009 – In den Tiefen von Matej Petrek
- 2010 – Automatisierter Drehfußballtisch von Stefan Polic und Michael Moitzi (Höhere technische Bundeslehr- und Versuchsanstalt Graz-Gösting)
- 2011 – Weltherberge Schulhaus von der HBLA für künstlerische Gestaltung Linz und HTBLA Leonding
- 2012 – state of revolution von Agnes Aistleitner
- 2013 – Visual:Drumset von Dominik Koller
- 2014 – Femme Chanel - Emma Fenchel von Sarah Oos
- 2015 – Inside & Between von Gabriel Radwan

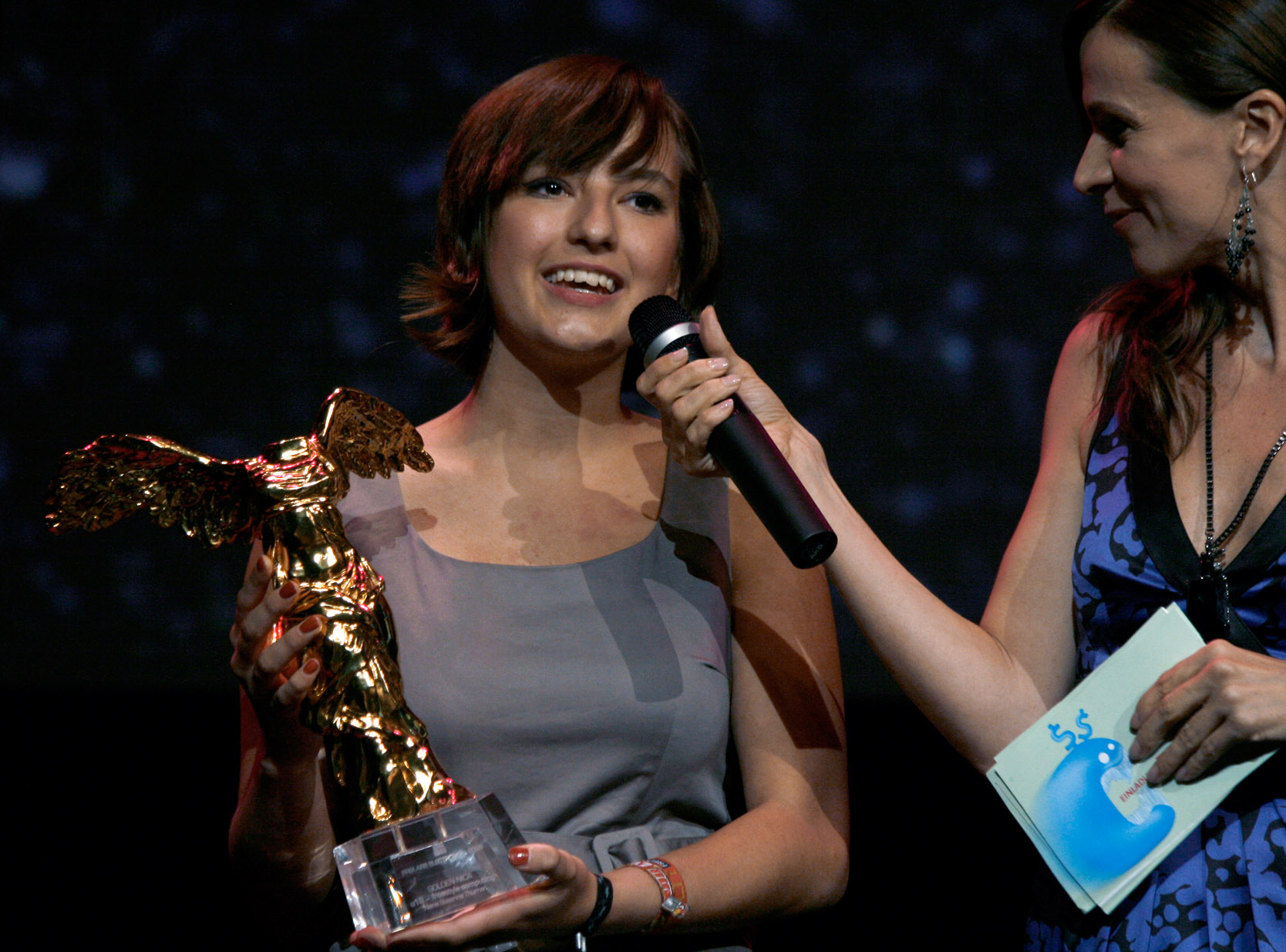
Nana Susanne Thurner, Preisträgerin u19 2008
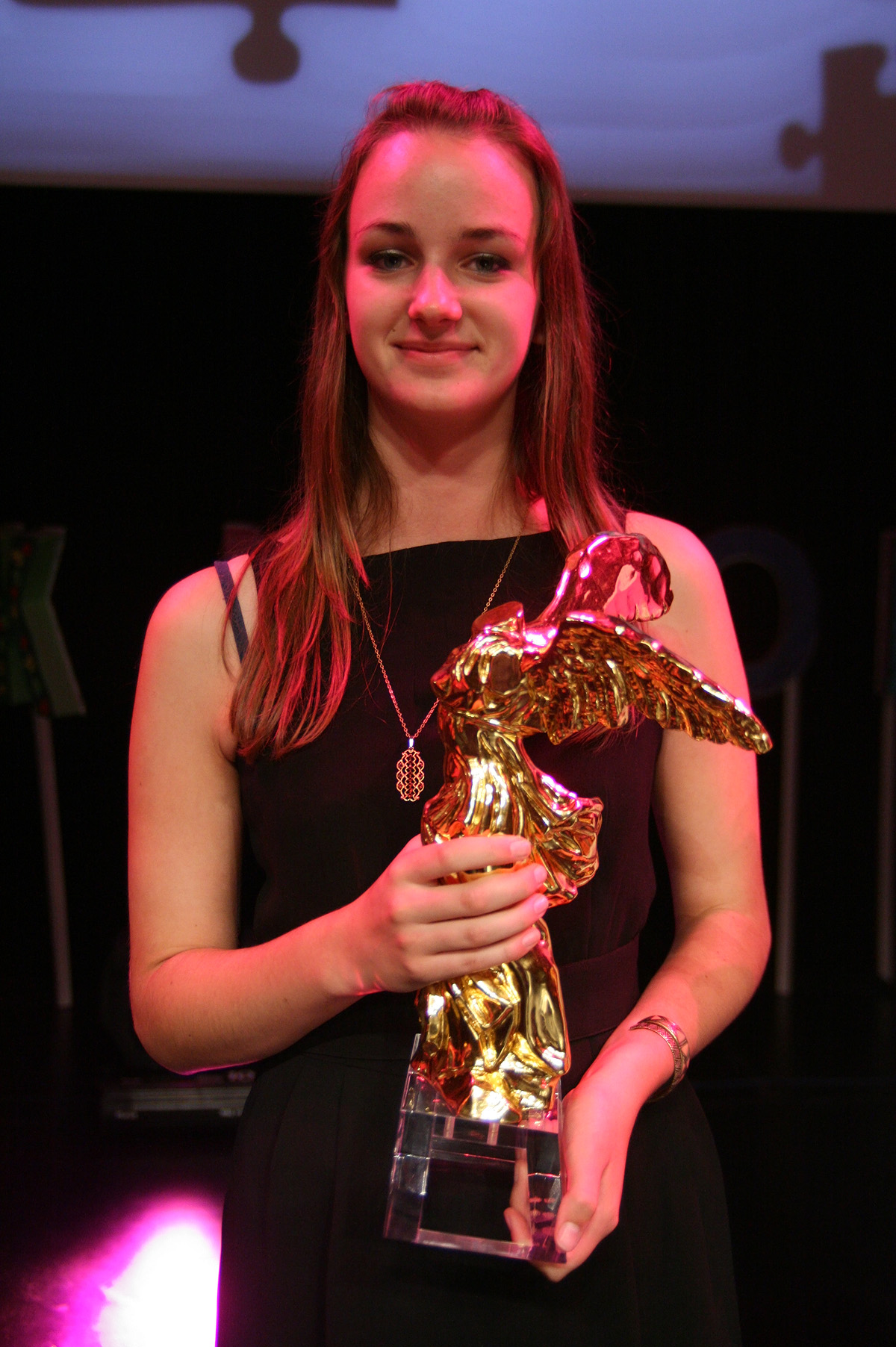
Agnes Aistleitner, Preisträgerin u19 2012

## Weitere Preise und Stipendien

### Media.Art.Research Award
Vergeben vom Ludwig Boltzmann Institut Medien.Kunst.Forschung. werden hier herausragende theoretische Arbeiten ausgezeichnet.
- 2006 – AQUAplay von Himanshu Khatri (IN)
- 2007 – Exe.cut[up]able statements – Poetische Kalküle und Phantasmen von Florian Cramer (DE/NL)
- 2008 – Interact or Die! von Arjen Mulder (NL)
- 2009 – Eye hEar: Music, Art, Film & the Culture of Synaesthesia von Simon Shaw-Miller (UK)

### [the next idea] Art and Technology Grant

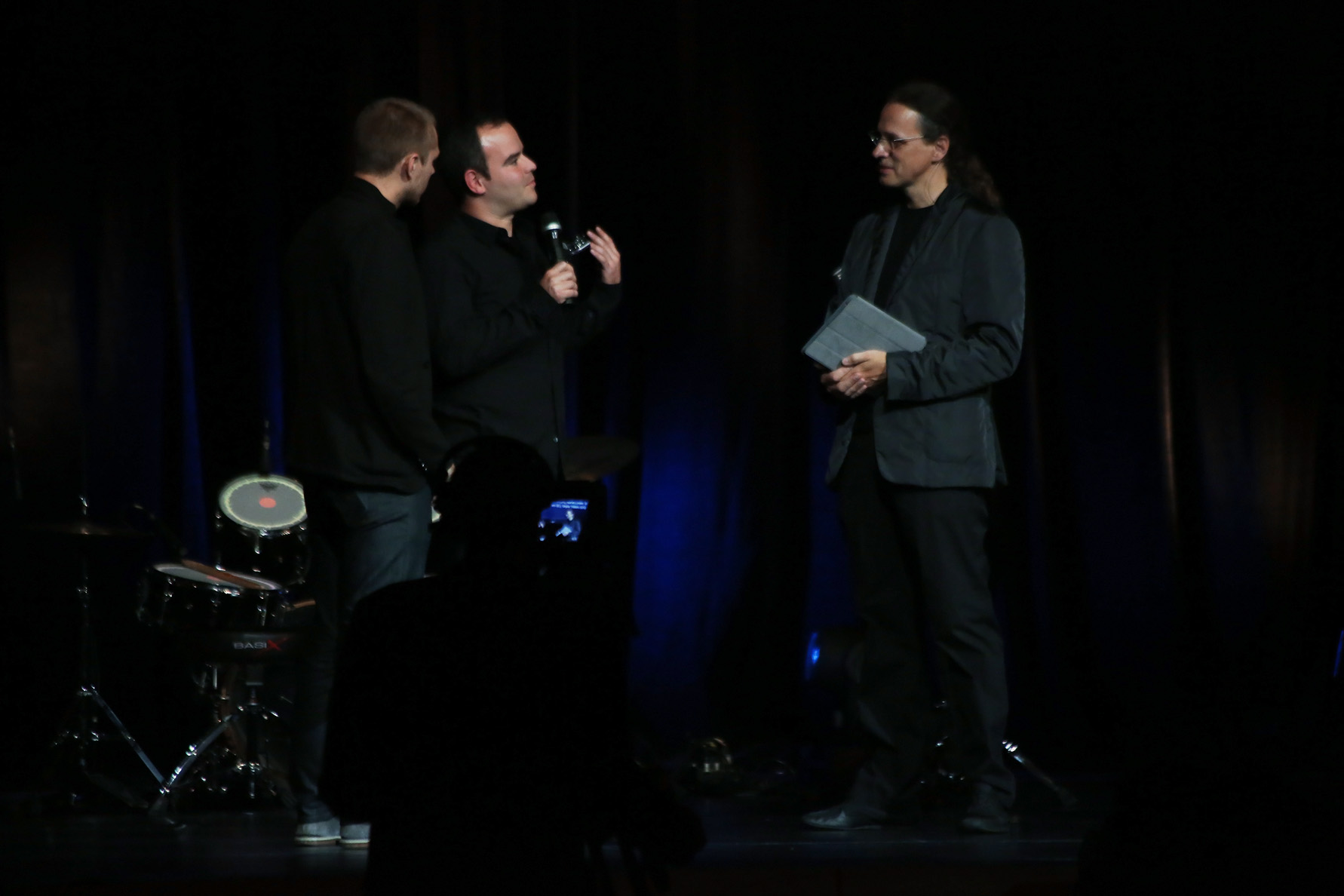
Projekt Hyperform (2013)

In dieser Spezialkategorie vergibt die Ars Electronica in Kooperation mit der voestalpine Stipendien für zukunftsweisende, aber noch nicht realisierte Konzepte in den Bereichen Kunst, Design oder Technologie.
- 2004 – moony von Akio Kamisato, Satoshi Shibata, Takehisa Mashimo (JP)
- 2005 – USED Clothing von Martin Mairinger (AT)
- 2007 – SUN_D von Jonas Burki (CH)
- 2009 – Open_Sailing_Crew (opensailing.net), repräsentiert von Hiromi Ozaki (JP) und Cesar Harada (UK)
- 2010 – Hostage von Frederik De Wilde (BE)
- 2011 – Choke Point Project von P2P Foundation (NL)
- 2012 – qaul.net – tools for the next revolution von Christoph Wachter und Mathias Jud (CH)
- 2013 – Hyperform von Marcelo Coelho (BR), Skylar Tibbits (US), Natan Linder (IL) und Yoav Reches (IL)
- 2014 – BlindMaps von Markus Schmeiduch (AT), Andrew Spitz (FR) und Ruben van der Vleuten (NL)
- 2015 – SOYA C(O)U(L)TURE von Irene Agrivina Widyaningrum, Asa Rahmana, Ratna Djuwita, Eka Jayani Ayuningtias und Atinna Rizqiana (ID)

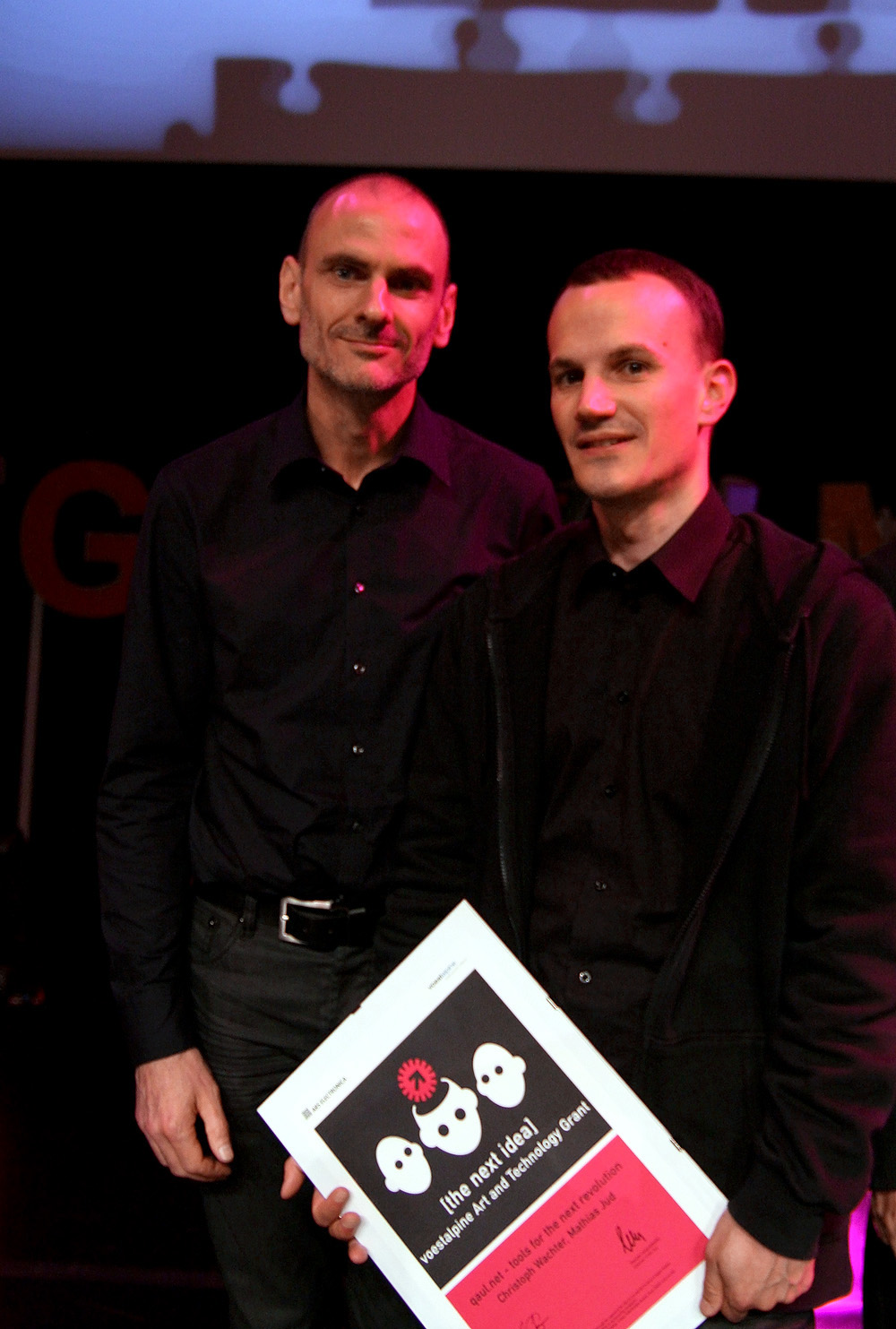
Christoph Wachter und Mathias Jud (2012)

### Collide@CERN

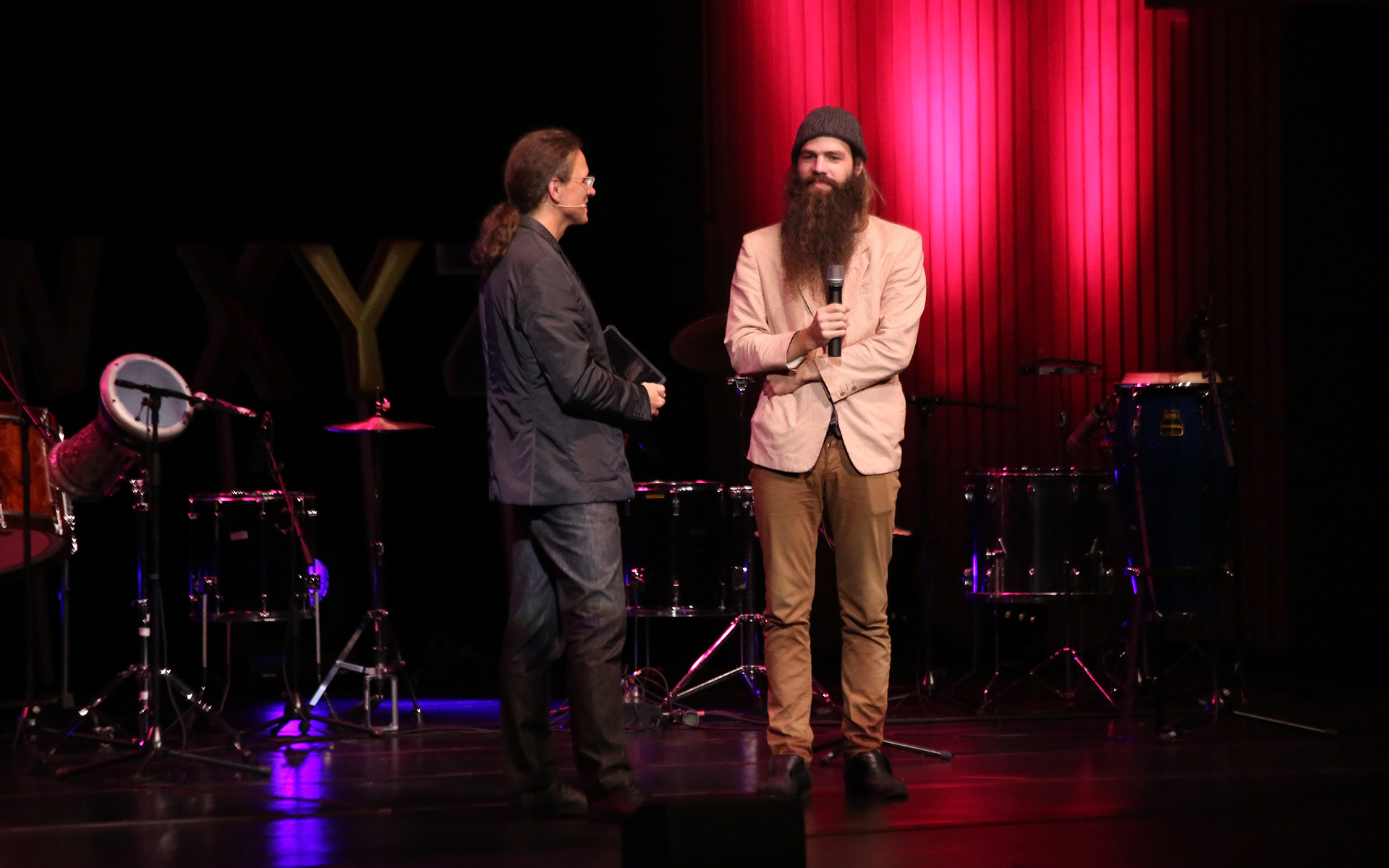
Julius von Bismarck

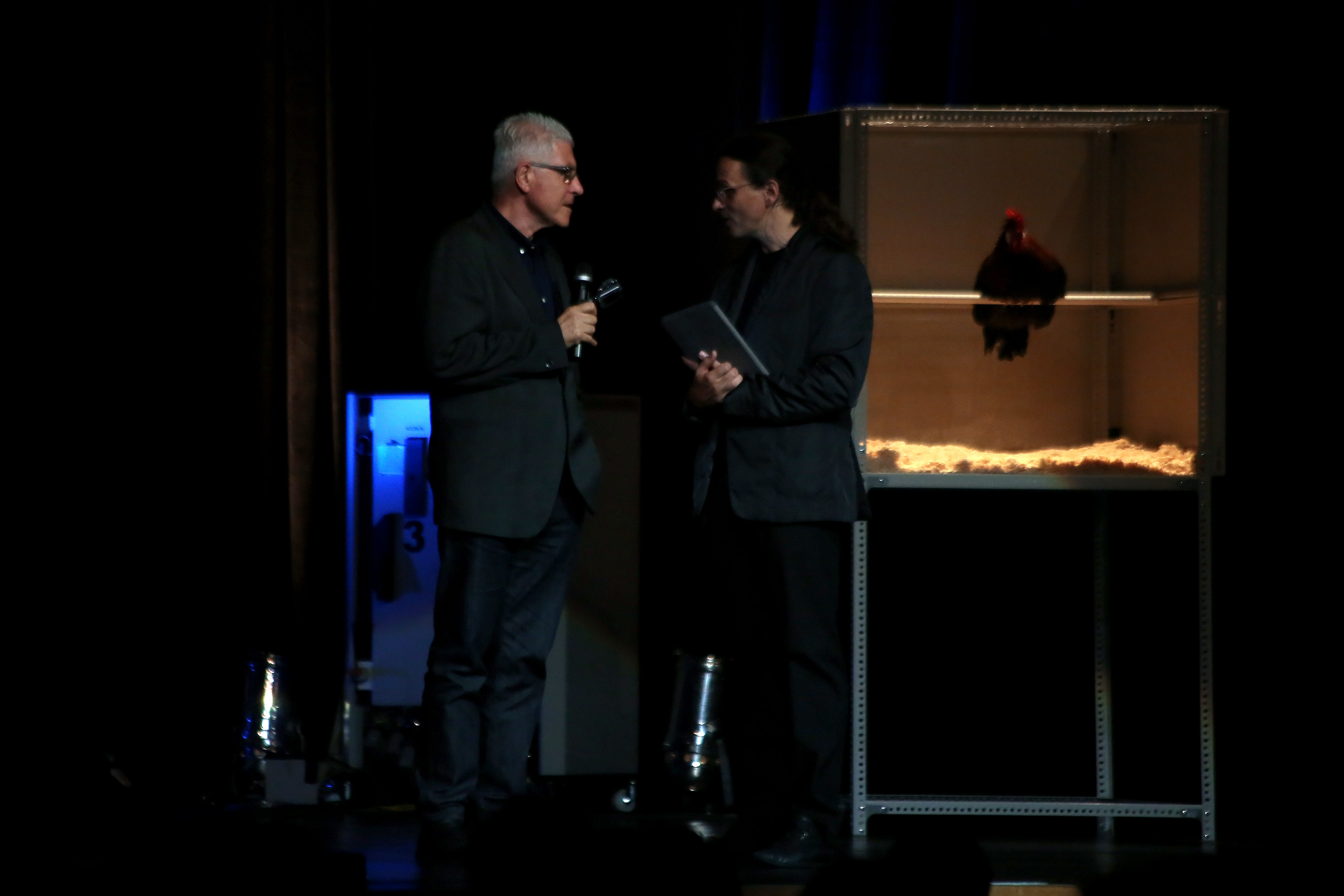
Bill Fontana

Auf vorerst drei Jahre angelegt wurde 2011 das Artist-in-Residence-Programm Collide@CERN geschaffen. In Zusammenarbeit mit dem CERN erhalten Künstler die Möglichkeit, direkt in der Forschungseinrichtung über einen Zeitraum von bis zu drei Monaten Projekte zu realisieren.
- 2011 – Versuch unter Kreisen von Julius von Bismarck (DE)[5]
- 2012 – Acoustic Time Travel von Bill Fontana (US)

### OHMI-Ars Electronica Prize

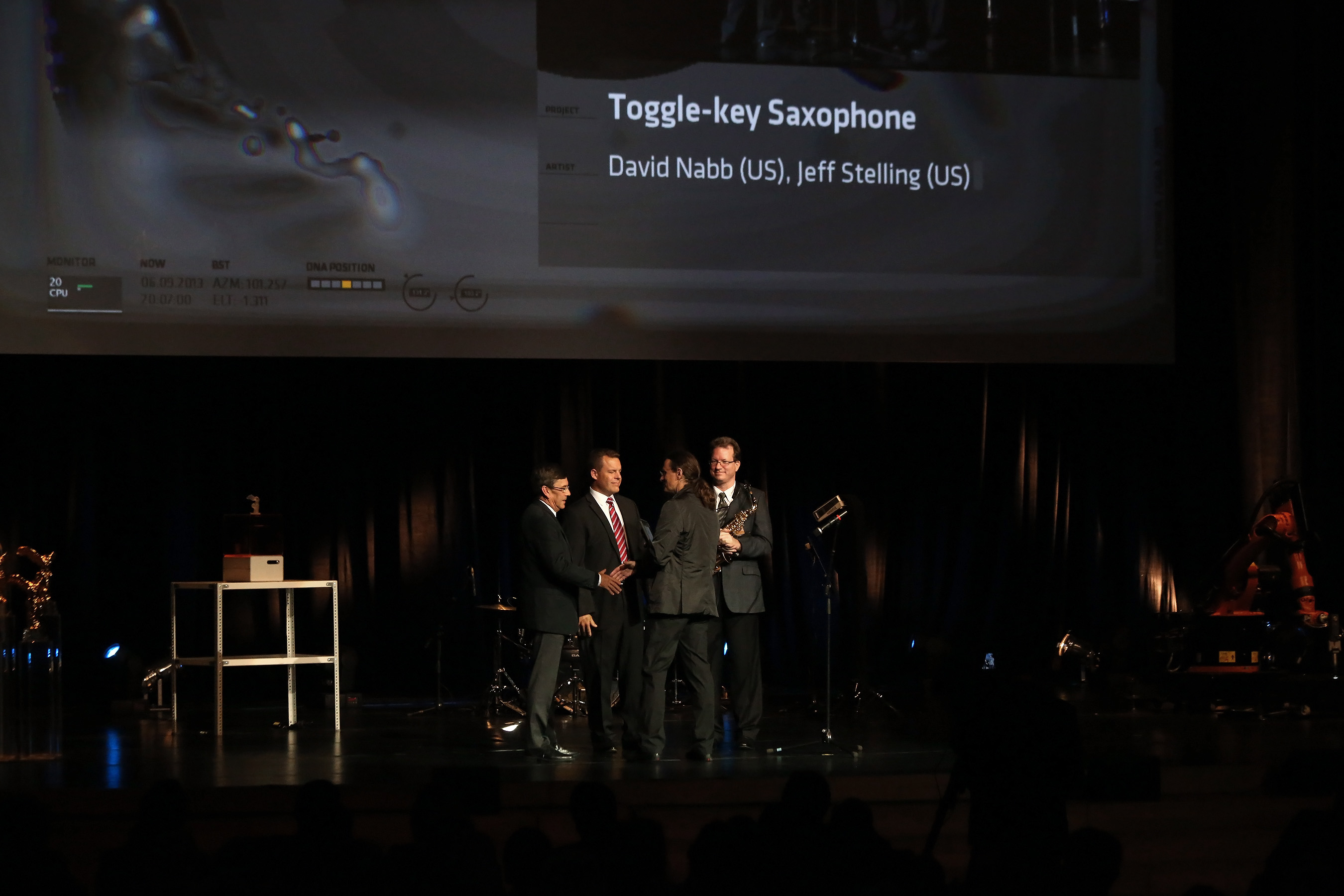
toggle-key saxophone (2013)

Seit 2013 werden in dieser Kategorie in Kooperation mit der Stiftung OHMI (One-Handed Musical Instruments) Innovationen im Bereich des Musikinstrumentenbaus ausgezeichnet, die Körperbehinderten das einhändige Spielen von Instrumenten auf professionellem Niveau ermöglichen sollen.
- 2013 – toggle-key saxophone von Jeff Stelling (US) und David Nabb (US)